# 布蘭妮·斯皮爾斯
布蘭妮·珍·斯皮爾斯（英語：Britney Jean Spears，1981年12月2日—），華語圈又昵称小甜甜布蘭妮，美國女歌手，被尊稱爲“流行公主”（Princess of Pop）。她在全球的唱片總銷量超過1.5億張，是最暢銷的女歌手之一。布蘭妮在童年時期就曾加盟當時的熱門電視節目《米老鼠俱樂部》。1997年她與Jive唱片簽約，前2張錄音室專輯《爱的初告白》和《爱的再告白》獲得了全球性成功，使她成為有史以來銷量最高的青少年藝人。布蘭妮的音樂和表演妝造在當時影響著全球的青少年爭鋒模仿，是20世紀末和21世紀初青少年流行音樂的代表人物之一。
隨著第3張錄音室專輯《布兰妮》和第4張錄音室專輯《流行禁区》的發行，布蘭妮的形象變得更為成熟與性感，其中歌曲《中你的毒》更是廣泛流傳。她亦涉足影視事業，2002年成為電影《布蘭妮要怎樣》的主角。然而，在發行精選專輯《妮裳神話-精選+新曲》以及混音專輯《妮裳舞部曲-混音精选+新曲》後，布蘭妮的個人生活因各種原因陷入膠著，事業也被迫在巔峰期暫停。她於2007年發行了第5張錄音室專輯《暈炫風暴》，但專輯因她的個人困境幾乎沒有任何宣傳。同時，布蘭妮的行為舉止進一步惡化，被送往醫院進行治療，被迫再度由監護人監管。隨後在製作人的幫助下，布蘭妮重回錄音室，於2008年發行了第6張錄音室專輯《妮裳馬戲團》，並重回了榜單冠軍。專輯的首波主打《愛情玩咖》也成為了布蘭妮久違的美國冠軍單曲。
在《妮裳馬戲團》發行之後，布蘭妮推出了精選專輯《妮裳十年-冠軍全紀錄》，專輯的新曲《三人行不行》空降美國冠軍。2011年，第7張個人專輯《蛇蠍美人》發行，專輯的首波主打單曲《極限情挑》空降美國冠軍，成為布蘭妮職業生涯第4支冠軍單曲。同年，隨著布蘭妮與蕾哈娜合作單的《禁忌遊戲》混音版本奪冠，布蘭妮獲得了第5支冠軍單曲。在布蘭妮第8張錄音室專輯《勁舞布蘭妮》和第9張錄音室專輯《榮耀強襲》推出期間，布蘭妮在拉斯維加斯進行《布蘭妮：破碎的我》駐唱。
布蘭妮的音樂事業獲得了不少獎項的肯定，她取得了1座葛萊美獎、包括1座終生成就奬在內的6座MTV音樂錄像帶大獎、包括“千禧大獎”在內的7座告示牌音樂奖以及好萊塢星光大道上的一顆星。《告示牌》將布蘭妮評為美國上2000年代銷量第八高的女藝人。尼爾森銷量統計系統也將布蘭妮評為美國有史以來數位銷量第四高的女藝人。2012年，《福布斯》根據布蘭妮5,800萬美元的收入，繼2002年後再度把布蘭妮評為年度收入最高唱片業女藝人。

## 经历与生涯

### 1981年－1997年：早期生活和職業生涯開端
布兰妮·简·斯皮尔斯出生於1981年12月2日，在家中排行第二。她的外祖母是英國倫敦人，其中一位高曾祖父是马耳他人。她的兄弟姊妹有哥哥布莱恩·詹姆斯與妹妹潔美·琳。布蘭妮出生在聖經帶中，那裡宗教氛圍濃厚，社會保守福音主義風氣盛行。布蘭妮曾受洗美南浸信会，但在後來開始學習卡巴拉課程。布蘭妮童年時期曾在浸信宗唱詩班唱圣歌。
3歲時，布蘭妮報名參加了家鄉肯特伍德的一個舞蹈班，并被選在年度演奏会上單獨表演。童年時期，布蘭妮還參加了體操和演唱課程，并赢得了許多国家级比赛和儿童才艺表演的獎項。布蘭妮的聲音首次出現在舞臺上是在布蘭妮5歲的時候，布蘭妮在幼兒園的畢業典禮上演唱了歌曲《What Child Is This?》。布蘭妮在談及自己童年時期的志向時稱：“我沉浸在自己的世界裡，我在童年時就知道自己該做些甚麽了。”在布蘭妮8歲時，布蘭妮和她的母親琳恩去亞特蘭大的《米老鼠俱樂部》試鏡，節目主持人马特·卡塞拉以布蘭妮年齡太小為由淘汰了她，但將布蘭妮介紹給了一位紐約的才能代理人，南希·卡森。卡森被布蘭妮的聲音深深吸引住了，於是建議布蘭妮參加專業表演藝術學校的招生。不久后，林恩和女兒搬到了紐約的一個转租公寓生活，而布蘭妮也被一個音樂劇《狠！》相中，並擔任了主角蒂娜·丹麦的替補演員。除此以外，布蘭妮也成為當時广受欢迎的电视节目《明星搜尋》的一名选手，并出現在了一些商业广告。1992年12月，布蘭妮終於出現在了《米老鼠俱樂部》中，但在演出取消後返回了肯特伍德。在返回家鄉后，布蘭妮參加了附近城鎮麦库姆的帕克兰学院的招生。雖然她與班上大部份同學都交了朋友，但布蘭妮稱帕克兰学院就像“電影《獨領風騷》的開場一樣和所有的初级群体一起。我感到很無聊，我是篮球队的控球后卫。我有我的男朋友，我去參加同學會和聖誕舞會，但我想要更多。”
1997年6月，布蘭妮与音乐制作经理娄·珀尔曼讨论加入女子团体Innosense的有关事宜。布蘭妮的母亲琳恩询问了一些世交和拉里·鲁道夫的意见，并提交了布蘭妮演唱惠特妮·休斯顿歌曲的录音带和一些布蘭妮的照片。后来，鲁道夫决定将布蘭妮推介给唱片公司，因此布蘭妮需要一些专业的樣本唱片。鲁道夫先是给了布蘭妮一些唐妮·布蕾斯顿的弃曲，布蘭妮拿到弃曲后练习了一周演唱，之后就和一位音频工程师在录音室录制了自己的歌曲。录制完歌曲后，布蘭妮拿着录制好的樣本唱片来到纽约，并与四家厂牌高管会面，同天回到了肯特伍德。其中的3家厂牌都拒绝了布蘭妮，声称听众们想要的是像后街男孩和辣妹合唱团那样的流行团体，而非“另一个麦当娜，另一个黛比·吉布森，亦或另一个蒂芙尼。”两周后，Jive唱片的高管给鲁道夫回电，A&R的首席执行官杰夫·芬斯特提到布蘭妮时称：“很少看到像布蘭妮这么大的人能传递富有情感的内容和商业吸引力。对于一个艺人来说，猛虎般的眼睛—是非常重要的。而布蘭妮就有这些。”布蘭妮后来又给高管们演唱了惠特尼的歌曲《I Have Nothing》，并与Jive唱片签约。他们任命制作人埃里克·福斯特·怀特与斯皮爾斯工作了一个月。在听完录制过的材料后，公司总裁克莱夫·卡尔德决定让她出版整张专辑。布蘭妮本来设想的是类似谢里尔·克罗但是更加年轻化的音乐。但是后来她觉得做流行音乐对她来说是更好的选择，布蘭妮称：“因为我可以跳舞，这更像我自己。”布蘭妮飞往瑞典斯德哥尔摩的Cheiron Studios，在那里，布蘭妮在制作人马克斯·马汀、丹尼斯·帕普和拉米·雅各布的帮助下录制了第一张专辑的一半。

### 1998年－2000年：《愛的初告白》與《愛的再告白》

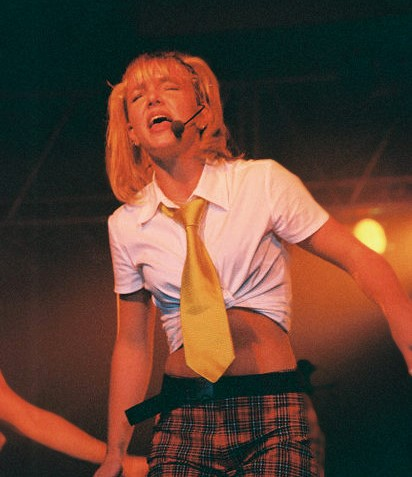
1999年演出中的布蘭妮

在布兰妮回到美国后，她开始着手于在購物商店宣传自己即将发行的专辑。布兰妮的宣传演出包括配以2个舞者演唱四首歌曲，并为当时著名的男子团体超级男孩做开场表演。布兰妮的首张专辑《爱的初告白》（...Baby One More Time）发行于1999年1月。专辑空降美国告示牌二百强专辑榜冠军，并由美国唱片业协会于1个月后认证了双白金。在全球范围内，专辑获得15国冠军并在1年内售出超过1000万份。成为全球青少年艺人中销售量最高的专辑。同名歌曲〈爱的初告白〉（...Baby One More Time）作为专辑的首支单曲发行。原来Jive唱片希望歌曲的音乐录像带是一部动画，但布兰妮没有接受唱片公司的提议，而是坚持了自己在音乐录像带中扮演一名天主教学校的女学生的意见，并最终成为音乐录像带的最终方案。歌曲发行首日即售出五十万份，并最终拿下告示牌百强单曲榜冠军2周。时至今日，这支单曲已经售出超过一千万份，是最畅销的单曲之一。布兰妮随后以《愛的初告白》和同名歌曲获得了格莱美奖最佳新人和最佳流行女歌手的提名。同名歌曲亦在英国单曲榜取得2周的冠军，并成为女艺人中销售速度最快的单曲，获得超过四十六万的销量。后来歌曲成为英国单曲榜中盛业成绩最成功单曲的第25名。而布兰妮亦成为英国获得破百万销量的最年轻艺人。《（你让我）神魂颠倒》（(You Drive Me) Crazy）是专辑的第3支单曲，歌曲在多国进入单曲榜前十名，并促进了专辑的销量。迄今为之，专辑《爱的初告白》已经在全球获得三千万的销量，是世界销量最高的专辑之一，也是所有艺人出道专辑中销量最高的专辑。
1999年4月，布兰妮出现在《滚石杂志》的封面。美国家庭协会（AFA）称封面是“孩童的纯真与成人的性感令人不安的混合体”并呼吁“受上帝恩宠的美国人民抵制商店出售布兰妮的专辑”对于此事件，布兰妮的回应是：“这有什么大不了的？我有强烈的节操（……）我会再次這麼做的。我觉得那些照片拍得不错啊。每时每刻跟黛比·吉布森和以前的那些泡泡糖流行乐比较我覺得很累。”不久之前，布兰妮还曾表示她将保持处女之身直到结婚。1999年6月28日，布兰妮于北美开启了自己的第一场巡回演唱会爱的初告白巡回演唱会（...Baby One More Time Tour），获得了评论的好评。但由于她露骨的演出服产生了一些争议。巡演的加场名为Crazy 2k，亦于2000年3月开始。布兰妮在此巡演中宣传了自己即将来临的第2张录音室专辑。
布兰妮的第2张录音室专辑《愛的再告白》（Oops!... I Did It Again）发行于2000年5月。专辑于美国首周空降冠军，并获得了130万的销量，打破了当时尼尔森销量统计系统美国女子首周销量的记录。专辑至今在全球获得超过2500万的销量，成为世界畅销专辑之一。專輯的首支單曲〈愛的再告白〉（Oops!... I Did It Again）成功奪下澳大利亚、新西兰、英国和许多其他欧洲国家的冠軍。專輯和同名歌曲分別獲得了葛萊美最佳流行演唱专辑和最佳流行女歌手的提名。
同年，布蘭妮开啟了自己的第2場巡迴演唱會爱的再告白世界巡回演唱会（Oops!... I Did It Again Tour），总共赚得四千零五十萬美元的門票收入。她也發行了自己和母親共同創作的第一本書《Britney Spears' Heart-to-Heart》。2000年9月7日，布蘭妮于MTV音樂錄像帶大獎表演。在表演途中，她脱下了自己的黑色西装，露出了亮片肉色紧身衣，伴以強勁的舞蹈动作。這場表演被评论認为是布兰妮成为一个性感的舞者的開端。在媒体的紛紛猜测下，布兰妮也证实她與超級男孩成员賈斯汀·提姆布萊克的交往。

### 2001年－2003年：《布蘭妮》、《穿越乡间路》與《流行禁區》

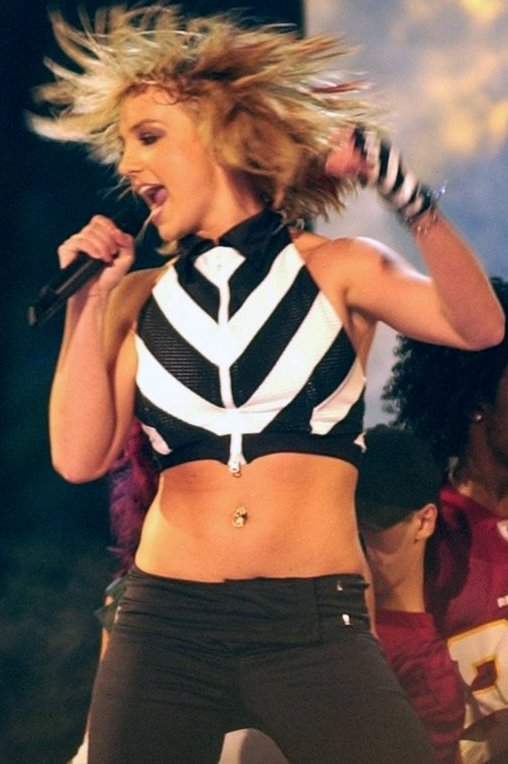
布兰妮于2003年美国国家橄榄球联赛现场表演〈嗆音樂〉。

2001年2月，布蘭妮与百事可乐签订了一项价值約七八百万美元的宣传合約，并發行了自己和母親寫的另一本書《A Mother's Gift》。她的第3張錄音室專輯《布蘭妮》發行于2001年11月。在巡演中，布蘭妮受到嘻哈藝人Jay-Z及The Neptunes的靈感想要錄製一些更加放克的音樂。專輯再次空降告示牌二百強專輯榜冠軍，并在澳大利亞、英國和歐洲大陸獲得前5名，并在全球獲得超過一千二百萬的銷量。专辑及其歌曲〈过度保护〉（Overprotected）分别获得了2项格莱美提名—最佳流行演唱专辑和最佳流行女歌手，并成为2008年《娱乐周刊》评选的过去25年百强专辑之一。专辑的首支单曲〈愛情奴隸〉（I'm a Slave 4 U），成为世界各国榜单前十的热门歌曲。
布兰妮于2001年MTV音乐录像带大奖和一只关在笼子里的老虎和一条緬甸蟒表演了歌曲〈愛情奴隸〉，这场表演亦成为布兰妮的经典表演之一。为宣传专辑，布兰妮开启了梦中梦巡回演唱会（Dream Within a Dream Tour），这次的巡演获得了评论对其技术的称赞。巡演获得了四千三百七十万的收入，成为当年收入第2高的巡演，仅次于雪儿的告别巡回演唱会（Living Proof: The Farewell Tour）布兰妮的事业成功获得了2002年福布斯的高度赞赏，称布兰妮为全球最强势的名人。布兰妮也开始尝试跨入电影事业，她成为了电影《穿越乡间路》（Crossroads）的主演。虽然电影遭到了评论的大力抨击，但一些评论还是赞扬了布兰妮的表演。《穿越乡间路》获得了一千一百万美元的票房，并在全球赚得了超过五千七百万美元的收入
2002年6月，布兰妮的首家餐厅Nyla在纽约市正式开业，但由于管理不善，餐厅于11月宣布结业。2002年7月，布兰妮宣布她将进行为期6个月的休假，然而，在11月她回到了录音室录制新专辑。同時布兰妮与賈斯汀·提姆布萊克的恋情亦结束。2002年12月，賈斯汀于自己的首张个人专辑《愛妳無罪》（Justified）中发行了一支单曲《Cry Me a River》。由于音乐录像带中的女演员极像布兰妮，而音乐录像带描述的又是女人的不忠，令大眾都將矛頭指向了布兰妮。作为這段戀情的回应，布兰妮也创作了歌曲《每一次》（Everytime）。同年，软饼干乐队的主唱弗雷德·德斯特宣布了自己与布兰妮的恋情，但布兰妮否认了这种说法。在2009年的采访，他解释称：“我猜在当时来说像我这样的男人和布兰妮这样的女人交往是禁忌的。”在2003年MTV音乐录像带大奖开场表演中，布兰妮与克莉絲汀·阿奎萊拉表演了麦当娜的经典歌曲《宛如处女》（Like a Virgin）。在表演时，麦当娜同时亲吻了两人，在当时引起了巨大的轰动。
2003年11月，布兰妮发行了自己的第4张录音室专辑《流行禁区》（In the Zone）。她也更多地参与了歌曲的创作，并参与绝大多数歌曲的后期制作。NPR将专辑列入“十年来50张最重要的专辑”之一。《流行禁区》首周在美国售出了约609,000份，并再次空降告示牌冠军，使布兰妮成为首个拥有4张空降冠专的女艺人。专辑在法国亦空降冠军并在比利时、丹麦、瑞典和荷兰取得前十名。《流行禁区》在全球获得了超过1000万的销量。包含4支热门单曲：〈呛音乐〉（Me Against the Music）、〈中你的毒〉（Toxic）、〈每一次〉（Everytime）和〈肆無忌憚〉（Outrageous）。其中〈中你的毒〉获得了格莱美最佳舞曲录制。

### 2004年－2006年：结婚、成为母亲与事业中断
2004年1月，布蘭妮與青梅竹馬杰森亞歷克山大在拉斯維加斯注册結婚，但以布蘭妮“缺乏對自己行為的理解”為由取消。此婚姻僅持續了55個小時就被迫告終。2004年3月，布蘭妮为宣傳專輯開始了黑瑪瑙巡迴演唱會（The Onyx Hotel Tour）。2004年6月，布蘭妮在拍攝〈肆無忌憚〉音樂錄像帶時不慎摔傷了左膝蓋。布蘭妮被迫带着大腿護具休息恢復六周，八至十二個星期后才康復，使餘下的黑瑪瑙巡迴演唱會被迫取消。整個2004年，布蘭妮卡巴拉中心發展了與麥當娜的關係。
2004年7月，布蘭妮與美國舞者凱文·費德林訂婚，而布蘭妮與凱文初次見面只是在3個月前。这場戀情由於凱文剛和懷着凱文第二個孩子的美國女演員莎爾·杰克遜的分手獲得了媒體的強烈關注。他們的關係被記錄在了布蘭妮的首個真人實境秀《混亂天堂》（Britney & Kevin: Chaotic）中。2004年9月18日，兩人舉辦了婚禮，但由於婚前協議的爭議直到10月6日才合法結婚。不久後，布蘭妮與伊麗莎白·雅頓推出了自己的第一款香水《渴望》（Curious），打破了公司香水首周的銷售記录。2004年10月，布蘭妮為家庭開始了事業休假。布蘭妮的首張精選專輯《妮裳神話 精選+新曲》（Greatest Hits: My Prerogative）于2004年11月发行。專輯的首支單曲為布蘭妮翻唱鮑比·布朗的歌曲《我的特權》（My Prerogative），歌曲在芬蘭、愛爾蘭、意大利和挪威取下冠軍。第二支單曲《馬上行動》（Do Somethin'）亦在澳大利亞、英國和歐洲大陸其它國家進入前十名。這張精選專輯在全球獲得超過500萬份的銷量。2005年9月，布蘭妮的第一個孩子尚恩·普里斯西·費德林出生。
2005年11月，布蘭妮亦發行自己的第一张精選合輯，《妮裳舞部曲 混音精選+新曲》（B in the Mix: The Remixes），包含11首混音。在全球銷量亦破百萬。2006年2月，一副圖片顯示布蘭妮駕車時將兒子放在自己腿上，而非駕駛座上。兒童權利倡導者稱對布蘭妮一手握方向盤一手抱孩子的行為感到很震驚。布蘭妮則解釋是在躲狗仔隊。隔月，布蘭妮参與了電視劇《威爾與格蕾絲》的一集Buy, Buy Baby中作為客串演出扮演女同性戀者安伯·路易絲。布蘭妮於2006年6月宣布自己將不再學習卡巴拉，並解釋稱“我的寶貝就是我的信仰。”2个中月后，布兰妮裸体出现在《时尚芭莎》杂志的封面。这幅封面照片被拿来与黛米·摩尔于1991年8月在杂志《名利场》的封面进行比较。2006年9月，布兰妮的第2个孩子，杰登·詹姆斯·费德林出生。2006年11月，布兰妮以自己与凯文有不可调和的分歧为由向法院起诉离婚。离婚日期定于2007年7月，夫妻双方同意和解并共同享有孩子的监护权。

### 2007年：低潮期與《暈炫風暴》
和布兰妮非常亲近的姨妈桑德拉·布里奇斯·科文顿由于卵巢癌于2007年1月去世。2007年2月，布兰妮被送进安地卡島的医疗中心待了不到一天。第二天晚上，布兰妮在塔扎纳的一家美发沙龙剃下了自己的所有头发。2007年5月，布兰妮于House of Blues开始了自己新的宣传演出，名为M+M之巡迴演唱會（The M+M's Tour）2007年10月，布蘭妮失去了對兩個孩子的監護權，法院判决的理由并没有向公众透露。布蘭妮亦被路易·威登起訴自己在《馬上行動》音樂錄像帶中的悍馬中非法使用路易·威登品牌标志，為此導致有關布蘭妮的影片在欧洲的各個电视台禁播。
2007年10月，布兰妮发行了她的第5张录音室专辑《暈炫風暴》（Blackout），专辑于加拿大、爱尔兰空降冠军，并于美国、法国、日本、墨西哥和英国取得第2名，并在澳大利亚、韩国、新西兰与许多欧洲国家获得前10名。在美国，布兰妮成为唯一出道以来前5张专辑都进入专辑榜前2名的女艺人。专辑大获乐评的好评，并在全球售出超过300万份。《暈炫風暴》获得了2008年MTV歐洲音樂大獎的年度专辑，并被《时代》评选为10年来最佳流行专辑的第5名。布兰妮于2007年MTV音乐录像带大奖表演了专辑的首支单曲《再危險...我也要》（Gimme More），表演遭到了评论的抨击。一位名叫克里斯·克洛克的网民上载了一部名为「別為難布蘭妮！」（Leave Britney Alone!）的影片以回应媒体对布兰妮表演的抨击，这使他成为了网络红人，爆紅後的克洛克更成了一名知名的流行歌手、GV男優。虽然布兰妮的事业正处于低谷期，但单曲仍然获得了全球性的商业成功，歌曲在加拿大夺冠，并在几乎所有国家的单曲榜名列前十。第2支单曲《破碎的我》（Piece of Me）在爱尔兰夺冠，并在澳大利亚、加拿大、丹麦、新西兰和英国进入前5名。第3支单曲《打破僵局》（Break the Ice）于2008年发行，但由于布兰妮没有很好地宣传单曲，单曲只取得了不大的商业成绩。2007年12月，布兰妮开始与狗仔阿德南·加利卜交往。

### 2008年－2010年：重回乐坛与《妮裳馬戲團》

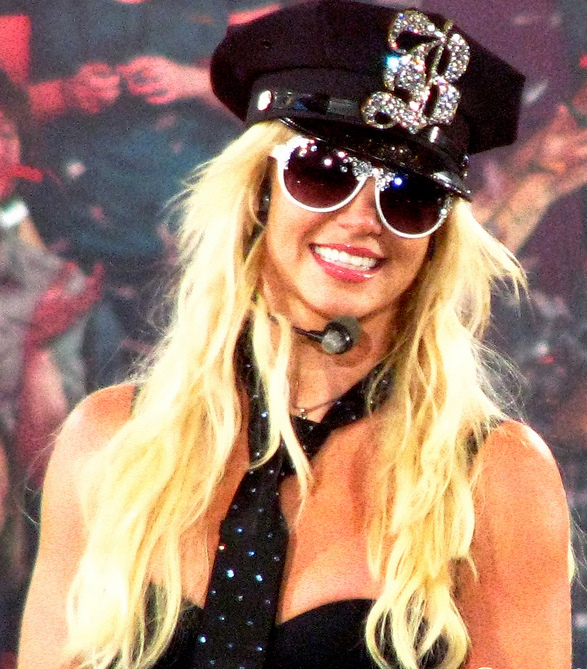
布兰妮于妮裳马戏团巡回演唱会表演《爱情玩咖》。

2008年1月，布兰妮拒绝放弃孩子的抚养权。在警方抵达布兰妮家中并发现布兰妮处于药物控制后，布兰妮被送进了西达赛奈医疗中心。翌日，紧急听证会决定使布兰妮暂时失去孩子探视权，而费德林获得了孩子的法定监护权。之后布兰妮被法院裁决暂时送进罗纳德里根加州大学洛杉矶分校医疗中心精神病房进行5150强制精神隔离治疗，不久法院将治疗期限更改为永久。布兰妮的财产被父亲詹姆士·斯皮尔斯和合作监护人安德鲁·沃立完全接管。5日之后，布兰妮重获自由。翌月，布兰妮作为特别嘉宾扮演接待员艾比客串电视剧《老爸老妈的浪漫史》中的《Ten Sessions》一集，她的表演获得了媒体的好评，并创造了该电视剧的最高收视率。2008年7月，在布兰妮与凯文和他的辩护人协商之后，布兰妮重新获得部分孩子探视权。2008年9月，布兰妮和喬納·希爾以预录的喜剧短片并以介绍致辞作为2008年MTV音乐录影带大奖的开场。而布兰妮因歌曲《破碎的我》一举获得了MTV最佳女歌手音樂錄影帶、MTV最佳流行音樂錄影帶和MTV年度音樂錄影帶三项大奖，成为当晚最大赢家。介绍布兰妮回归乐坛的纪录片《布蘭妮的私密檔案》（Britney: For the Record），由菲尔·葛瑞芬导演，拍摄于2008年第3季度的比佛利山和纽约。主要部分开始拍摄于布兰妮在2008年MTV音乐录像带大奖表演两日前。纪录片以首播2次560万收视人数创下MTV周日晚间空档收视纪录。
2008年12月，布兰妮的第6张录音室专辑《妮裳馬戲團》（Circus）发行。专辑获得了乐评的好评并空降加拿大、捷克和美国专辑榜冠军，在许多欧洲国家也进入了前十名。在美国，布兰妮获得了最年轻的获得5张空降冠军专辑的女艺人吉尼斯世界记录。她也是唯一一个在尼尔森Soundscan时代拥有4张销量首周突破50万份的歌手。专辑成为了当年最畅销的专辑之一，在全球突破获得了400万份销量。专辑的首支单曲《爱情玩咖》（Womanizer），是布兰妮繼《爱的初告白》后第二支美国告示牌百强单曲榜冠军单曲，也在比利时、加拿大、丹麦、芬兰、法国、挪威和瑞典成功夺下冠军。歌曲亦获得了格莱美最佳舞曲录制的提名。2009年1月，布兰妮和她的父亲詹姆士已获得布兰妮前任经纪人山姆·卢特菲、前男友阿德南·加利卜、代理人乔恩·厄德利的禁制令，法院文件表明，他们试图控制布兰妮的事务。禁制令禁止卢特菲和加利卜联络布兰妮或与布兰妮及其家人、私人物品保持250码以内的距离。2009年3月，布兰妮开启了妮裳马戏团巡回演唱会（The Circus Starring Britney Spears），以1亿3180万票房一举拿下年度第五。
2009年11月，布兰妮发行了她的第二张精选专辑《妮裳十年-冠軍全紀錄》（The Singles Collection）。专辑唯一一支单曲，《三人行不行》（3），空降美国告示牌百强单曲榜冠军，成为布兰妮的第3支美国冠军单曲。2010年5月，布兰妮已证实和她的经纪人杰森·特拉维克约会，他们已决定结束他们的事业联系以专注于私人关系。布兰妮为服装品牌Candie's设计了限量版服装，亦于2010年7月开始售卖。2010年9月，布兰妮于电视剧《欢乐合唱团》中《Britney/Brittany》一集被致敬，使该剧集获得了有史以来最高收视。

### 2011年－2012年：《蛇蠍美人》与《X音素》評審

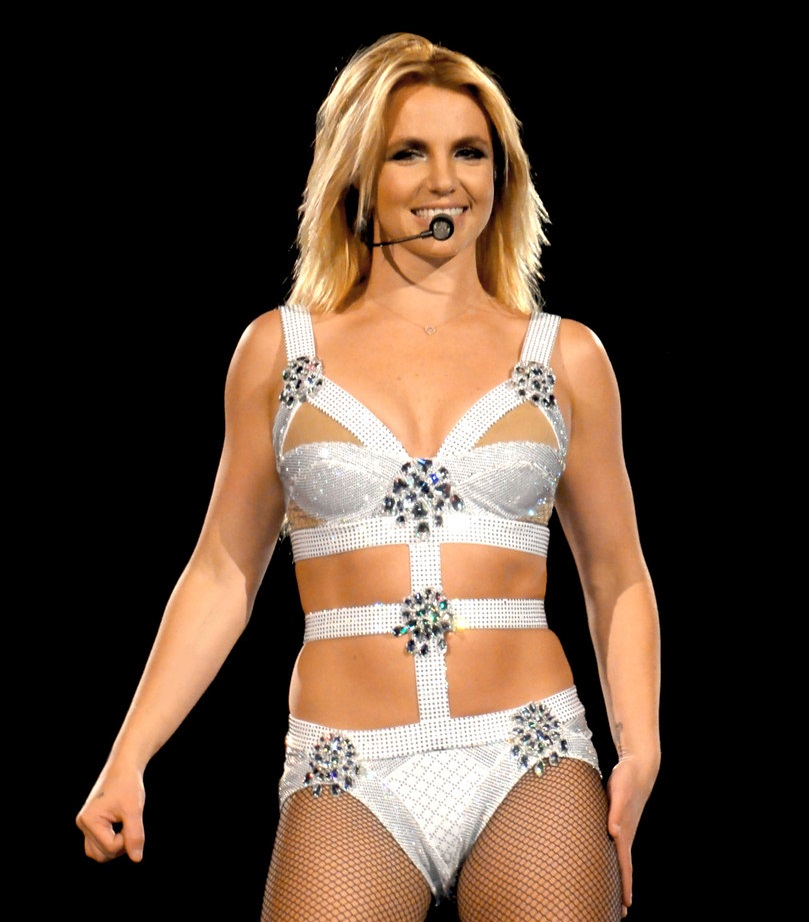
2011年夏季，布蘭妮於蛇蠍美人巡迴演唱會表演。

2011年3月，布兰妮发行了她的第7张录音室专辑《蛇蝎美人》（Femme Fatale）。专辑在美国、加拿大和澳大利亚夺冠，并几乎在所有国家进入了前10名。在美国，这张专辑的夺冠标志着布兰妮成为和玛丽亚·凯莉和珍妮·杰克逊并列成为拥有冠军专辑数量第3多的女艺人。专辑在美国售出了100万份，全球售出220万份，被美国唱片业协会认证为白金唱片。专辑的首支单曲《極限情挑》（Hold It Against Me）空降告示牌百強單曲榜冠軍，成為布蘭妮的第4支美國冠單，并使布蘭妮成為繼玛丽亚·凯莉后歷史上第2位擁有兩首空降冠單的藝人。第二支單曲《舞到世界盡頭》（Till the World Ends）在5月成功奪下告示牌百強單曲榜第3名，第3支單曲《完全解放》（I Wanna Go）亦于8月奪下第7名。《蛇蝎美人》成為布蘭妮首張3支單曲都進入美國前10名的專輯。第4支單曲，即最後一支單曲《愛情騙徒》（Criminal）于2011年9月發行。因2011年伦敦骚乱，歌曲的音樂錄影帶中布蘭妮使用假手槍引發了爭議。面對爭議，布蘭妮的團隊簡單地解釋稱：“這部布蘭妮男友杰森·特拉维克出演的影片本來就是虚构的，影片只是照著發生騷亂三年前早已创作完毕的歌詞拍攝而已。”2011年4月，布蘭妮和蕾哈娜共同演唱了歌曲《禁忌遊戲》（S&M）的混音版。同月，歌曲成功在美國奪冠，成為布蘭妮第5支美國冠單。在告示牌2011年年終榜單中，布蘭妮在年度藝人榜中排行第14，在告示牌二百強專輯榜藝人中排行第32，在告示牌百強單曲榜藝人中排行第10。
2011年6月，布蘭妮開啟了蛇蠍美人巡迴演唱會（Femme Fatale Tour）。巡演的前10日就已獲得620萬票房，在《明星选票》百強北美巡演的中间点排行第55。在79場表演之後，巡演于2011年12月10日在波多黎各結束。2011年11月，巡演的DVD釋出。2011年8月，布蘭妮于2011年MTV音乐录影带大奖收穫了迈克尔·杰克逊音乐录像带先锋奖。羿月，布兰妮发布了她的第2张混音专辑《妮裳舞步曲-混音特辑第二乐章》（B in the Mix: The Remixes Vol. 2）。12月，布兰妮与男友杰森·特拉维克订婚。特拉维克和布兰妮父亲于2012年4月共同获得了布兰妮的监护权。2013年1月，布兰妮和特拉维克取消订婚。特拉维克亦失去了布兰妮的监护权。
2012年5月，布兰妮取代妮可·舒辛格成为X音素第二季的评委。报道称，布兰妮获得了1500万美元薪金，成为电视史上最高收入的评委。布兰妮为青少年组的导师；她所指导的选手卡丽·罗斯·塞尼克莱尔成为了该季度的亚军。布兰妮并没有回归第3季的X音素，而总是和凯莉·罗兰一起工作。布兰妮与威尔共同演唱了歌曲《尖叫呐喊》（Scream & Shout）。歌曲收录于威尔的第4张录音室专辑《黑眼威力》（#willpower）中，成为了布兰妮第6支英国冠军单曲，并在美国排行第3。12月，《福布斯》以5800万年收入将布兰妮评为年度收入最高唱片业女艺人。

### 2013年－2015年：《勁舞布蘭妮》與「布兰妮：破碎的我」驻唱
布兰妮于2012年12月开始制作新专辑《勁舞布蘭妮》（Britney Jean），并于2013年5月宣布威尔为专辑的首席制作人。2013年9月17日，布兰妮出现在《早安美國》中正式宣布自己将于拉斯维加斯举办为期两年名为“布兰妮：破碎的我”（Britney: Piece of Me）的驻唱。驻唱于2013年12月27日正式开启，并将在2014年和2015年共举办100场。在《早安美國》中，布兰妮亦宣布专辑《勁舞布蘭妮》将于2013年12月3日在美国发行。这张专辑是Jive唱片2011年解散后布兰妮通过RCA唱片发行的首张专辑，也是和RCA唱片签约的最后一张专辑。因布兰妮忙于准备驻唱，本专辑仅获得很小的商业成功。专辑首周以10万7000张的销量空降美国告示牌二百强单曲榜第4名，成为布兰妮在美国职业生涯排行最低的一张专辑。在英国，《勁舞布蘭妮》以12959份销量空降英国专辑榜第34名，同样成为布兰妮在英国排行最低的专辑。
《恶女向前冲》（Work Bitch）作为专辑的首支单曲发行于2013年9月16日（因被提前泄露故发行于原定日期前1日）。歌曲空降美国告示牌百强单曲榜第12名。第2支单曲《香水味》（Perfume）于2013年11月3日发行，比原定日期提早了2天。歌曲空降美国告示牌百强单曲榜第76名。2013年初，在《勁舞布蘭妮》录制期间，布兰妮还为电影《蓝精灵2》录制了歌曲《喔啦啦》（Ooh La La）。2013年10月，布兰妮作为特约歌手和麦莉·赛勒斯录制了麦莉·赛勒斯专辑《青春大爆炸》（Bangerz）歌曲《炫耀曲线 (派对大爆炸)》（SMS (Bangerz)）。歌曲空降美国告示牌告示牌榜外單曲榜第10名，告示牌流行数字单曲榜第29名和告示牌热门单曲榜第70名。2014年1月8日，布兰妮获得了第40届人民选择奖最佳流行艺人。虽然《外星人》未被发行为单曲，2014年7月26日，歌曲空降榜外單曲榜第8名。2014年8月，布兰妮已证实与RCA唱片续约，并正在创作和录制新歌曲。同月，布兰妮通过推特账号称自己将发行名为"The Intimate Britney Spears"的内衣品牌。从2014年9月9日开始，美国和加拿大可在内衣官方网站上在线购买内衣，欧洲也于9月25日开放购买，截至目前，已有超过两百个国家可在线购买内衣。2014年9月25日，布兰妮在《早安英国》证实与赌城续约，驻唱表演将延长两年。
2015年3月，《人物》雜誌證實，斯皮爾斯將會在5月4日發佈與伊基·阿塞莉娅合作的新單曲《爆表正妹》。歌曲在百強單曲榜最高排第29名，在全球取得了一般的商業成績。斯皮爾斯與阿塞莉娅在2015年公告牌音乐奖現場表演了歌曲，獲得了外界的好評。6月16日，乔吉奥·莫罗德尔發佈新專輯《魔幻音素》，其中收錄了斯皮爾斯獻唱的《Tom's Diner》。10月9日，歌曲作為專輯的第4張單曲發行。在2015年青少年選擇獎，斯皮爾斯收穫了其第9座青少年選擇獎，Candie's造型標誌大獎。11月，斯皮爾斯在CW電視網的《處女情緣》以虛擬角色客串。在該節目中，她與吉娜·羅德里奎的角色在《中你的毒》音樂下熱舞。

### 2016年－2018年：《榮耀強襲》、駐唱演出與「破碎的我巡迴演唱會」

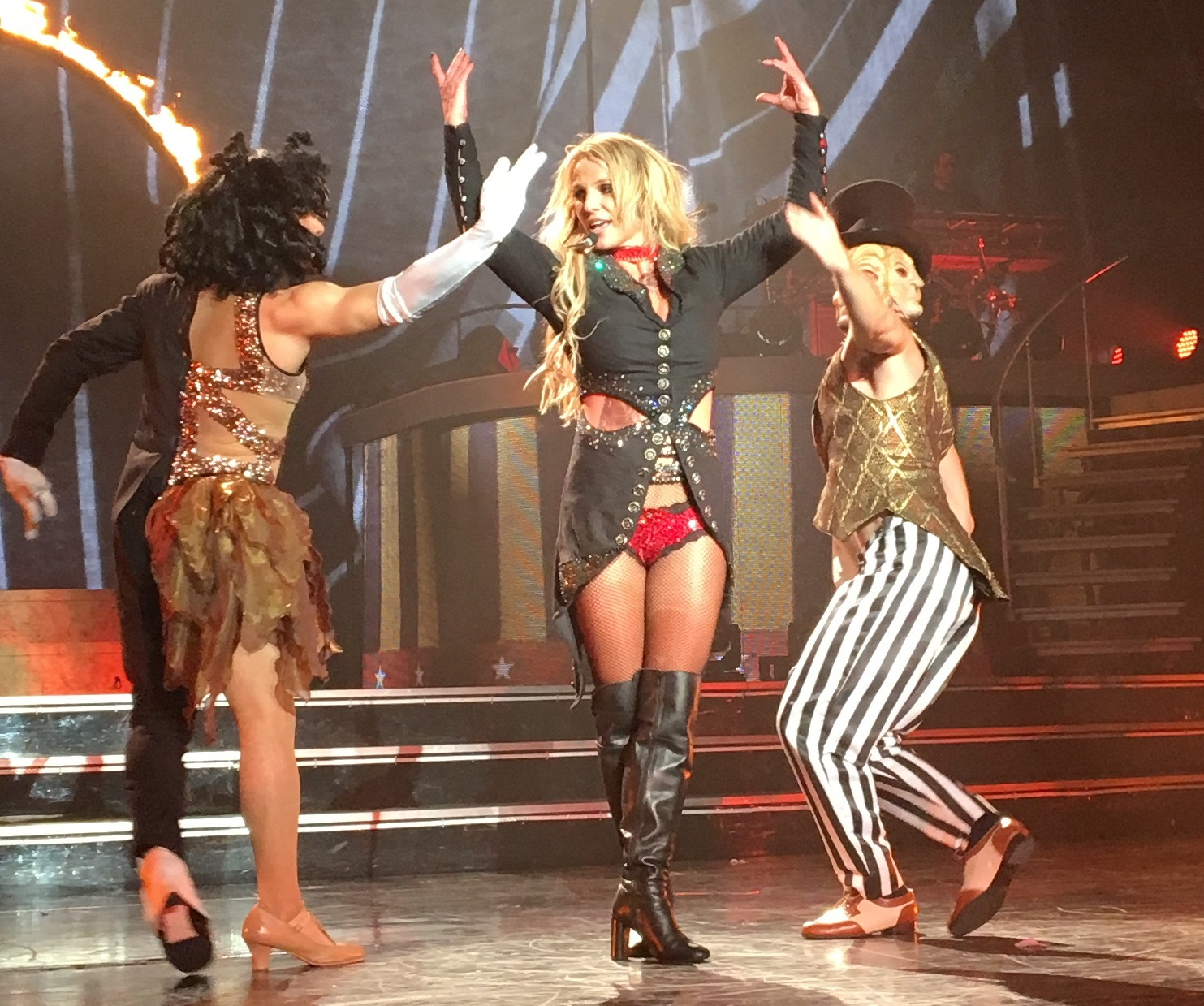
斯皮爾斯於2016年2月的駐唱演出中表演《妮裳馬戲團》。

2016年，斯皮爾斯透過社交媒體宣佈已開始錄製第9張錄音室專輯。2016年5月22日，在2016年公告牌音乐奖，斯皮爾斯表演了她過去歌曲的混成曲，並被授予了告示牌千禧年大獎。6月14日，專輯的首張單曲《讓我...》發行，歌曲與美國饒舌歌手G-Eazy合作。專輯《榮耀強襲》則於8月26日正式發行。斯皮爾斯在2016年MTV音乐录影带大奖進行了2007年爭議性演出之後第一場MTV音乐录影带大奖表演。她在當晚除了表演《讓我...》，還和G-Eazy表演了歌曲《Me, Myself & I》，單曲《睡衣派對》並與歌手Tinashe合唱，在11月釋出。
2017年1月，斯皮爾斯在第43屆人民選擇獎上獲得了提名的四項全部獎項。3月，斯皮爾斯宣佈會將駐唱演出改編為全球巡演：布蘭妮：現場演出，巡演在亞洲部分城市舉辦。2017年4月，以色列工党宣佈因交通與安保問題，將更改7月初選的時間以防止和斯皮爾斯大熱的演出衝突。2017年12月31日，斯皮爾斯表演了駐唱的最後一場表演。該場次據報道帶來了$117.2萬美元票房，打破了珍妮弗·洛佩兹的賭城單場票房記錄。《迪克·克拉克的跨年搖滾夜》直播了這場演出《中你的毒》和《惡女向前衝》的表演。
2018年1月23日，斯皮爾斯宣佈將在夏季舉辦巡演，再度表演拉斯維加斯駐唱的內容。破碎的我巡迴演唱會計畫於2018年7月在北美與歐洲展開。許多城市的門票在開票幾分鐘內即售空，由於市場需求，巡演增加了一些場次。2018年3月20日，斯皮爾斯宣佈成為法國奢侈品牌凯卓的最新代言人。
2018年1月8日，布兰妮与伊丽莎白·雅顿公布了她的第24部香水，“日落幻多奇”。2018年1月23日，布兰妮透露，她将再次将其在拉斯维加斯的驻场演出带到国外作为夏季的世界巡演。《破碎的我》巡回演唱会于2018年7月开始，在北美和欧洲举行。主要城市的演唱会的门票几分钟内售罄，巨大的需求量促使主办方安排了更多场次。Pitbull作为嘉宾助力欧洲地区巡演。在演出的两个月内，《破碎的我》巡演在Pollstar 2018年末巡演100强排行榜中排名第86（北美）和第30（全球）。总的来说，这次巡演售出260,531张票，票房为5430万美元，是2018年票房收入第六高的女歌手巡演，也是2018年英国第二畅销的女歌手巡演。
2018年3月20日，当代法国奢侈时装品牌KENZO宣布布兰妮为其新代言人。该公司表示，其旨在通过布兰妮的“La Collection Memento No. 2”活动来震撼“弱肉强食”的时尚界。2018年4月12日，布兰妮因其“加速接纳LGBTQ群体”的角色，在GLAAD媒体奖典礼荣获2018年GLAAD先锋奖。2018年4月27日，Epic Rights宣布与布兰妮建立新合作关系，于2019年推出布兰妮自己的时尚系列，包括服装、健身衣、配饰和电子产品。2018年7月，布兰妮发布了她的第一款中性香水“特权”，标榜为适合所有人的香水。2018年10月21日，布兰妮在奥斯汀一级方程式大奖赛上表演，这是她《破碎的我》巡演的最后一场演出。

### 2019年－2021年：監管糾紛、#解放布蘭妮與虐待指控
2019年1月4日，布蘭妮宣布由于父亲詹姆斯最近罹患近乎致命的结肠破裂，決定無限期延期工作並取消原本計劃在拉斯維加斯舉辦的駐唱演出。2019年3月，安德魯·沃立辭去了布蘭妮財產共同管理人的職務，此前他已經擔任了此職務總共11年。同月，布蘭妮因父親生病的壓力下而入住精神病院治療。翌月，名為「Britney's Gram」的歌迷播客發布一份來自聲稱是布蘭妮前法律團隊成員的消息人士的語音郵件。他們聲稱由於布蘭妮拒絕服用藥物，詹姆斯取消了原本計劃好的駐唱表演，而且自布蘭妮在2019年1月違反規則自行駕車以來，詹姆斯一直違背本人意願將她關在病院裡，而他對布蘭妮的監管權本應早在2009年便結束。這些指控引發了一場名為「#解放布蘭妮」的終止監管運動。運動引起了多位名人的關注，包括雪兒、芭黎絲·希爾頓與麥莉·希拉，以及非牟利組織美國公民自由聯盟。2019年4月22日，布蘭妮的歌迷在西荷里活市政廳外遊行要求釋放布蘭妮。布蘭妮於兩天後稱「一切都好」，並在同月月底離開病院。
在2019年5月的聽證會上，法官布倫達·佩妮下令對關於布蘭妮的監管進行專業評估。同年9月，由於詹姆斯跟布蘭妮其中一名兒子發生肢體衝突，布蘭妮的前夫費德林成功申請了針對詹姆斯的限制令。同月，布蘭妮的長期護理專員喬迪·蒙哥馬利暫時取代詹姆斯成為她的臨時監護人，而一場關於布蘭妮監管權的聽證會亦同時展開，但最終未有達成任何安排與協議。布蘭妮的專屬互動博物館「The Zone」於2020年2月在洛杉磯開設，但其後因為2019冠状病毒病疫情而暫停開放。2020年5月，她將原本限定收錄在《榮耀強襲》日本版的附贈曲《心情戒指》作為單曲發行，並在全球的串流與下載平台以全新封面重新發行專輯。同年8月，詹姆斯指「#解放布蘭妮」運動是「一場笑話」，並稱其組織者為「陰謀論者」。
2020年8月17日，布蘭妮的法庭指定律師塞繆爾·英厄姆三世提交了一份法庭文件，其中記錄了布蘭妮希望改變她的監管權，任命蒙哥馬利為她的永久監護人，並由受託人取代詹姆斯成為她的財產管理人，以反映她的願望和生活方式。四天後，佩妮將原本的安排延長至2021年2月。2020年11月，佩妮批准由Bessemer Trust公司與詹姆斯一同成為布蘭妮的財產管理人。布蘭妮於翌月發行了《榮耀強襲》的全新豪華版，當中收錄了《心情戒指》與兩首未發行新曲。2021年2月，關於布蘭妮的職業生涯與監管權的紀錄片《陷害布蘭妮·斯皮爾斯》在FX播映。布蘭妮其後稱自己看過部分片段，指紀錄片所呈現出的自己使她感到被羞辱，並在節目播出後「哭了兩星期」。翌月，英厄姆提交了一份請願書，要求以蒙哥馬利永久取代詹姆斯，成為布蘭妮的監護人，並引用了2014年的一項指令，確認布蘭妮沒有能力同意接受任何形式的醫療。
2021年6月22日，就在布蘭妮準備出庭的前一天，《紐約時報》獲得了機密的法庭文件，指她多年來一直在推動結束她的監管。布蘭妮在6月23日現身法庭，指自己身處具有「虐待性質」的監管，並透露更多關於她的監管狀況：
「我向全世界撒謊稱自己沒問題，自己很快樂，（...）好像只要我說的次數夠多，我就真的能快樂。我很驚恐。我很受傷。我很憤怒，這一切太荒唐了。（...）我害怕人。我經歷過這些後不再相信人。（...）強迫我去做違反自己意願的事是不正確的。（...）我真心相信這場監管具有虐待性質。我不認為自己能過著完整的人生。」——布蘭妮·斯皮爾斯，6月23日在法庭的發言
布蘭妮在法庭發言後，多位名人在社交媒體表達自己對她的支持，包括雪兒、克莉絲汀·阿奎萊拉、瑪麗亞·凱莉、布兰蒂、海爾希、蒂娜雪、莉茲·菲爾、罗丝·麦高恩、賈斯汀·提姆布萊克、嘉菲·葛蕾芬、科勒·卡戴珊，以及伊隆·马斯克。布蘭妮的歌迷在社交媒體上接觸曾跟布蘭妮合作的音樂家，當中伊基·阿塞莉娅表達出對布蘭妮的支持，但提及自己曾經簽署保密协议，假如違反協議的話可能會遭到詹姆斯控告。布蘭妮在法庭上的發言得到媒體的廣泛報導，並在推特上分享超過100萬次，以及流傳超過50萬則標籤「#FreeBritney」的推文，並流傳超過15萬則使用新標籤「#BritneySpeaks」的推文。
2021年7月1日，Bessemer Trust要求法官允許他們退出對布蘭妮的監管，指協議是在他們受到誤導認為監管是自願的基礎而達成。同日，參議員伊莉莎白·華倫與鮑伯·凱西呼籲聯邦機構加強監察美國的監管制度。
擔任布蘭妮25年經紀人的拉里·鲁道夫於7月6日辭去職務，稱布蘭妮「打算正式退休」。同日，媒體亦報道布蘭妮的法庭指定律師塞繆爾·英厄姆計劃向法庭提交文件解除職務。
2021年9月7日，詹姆斯向法院递交申请，要求终止自己对布兰妮的监护权，9月30日获法庭临时停权，改由会计师约翰·扎贝尔（John Zabel）担任，直至11月12日举行聆讯讨论是否完全撤销监护，最終於11月12日下令完全解除，立即生效。

### 2022年至今：《真我布蘭妮》
2022年8月，和男歌手艾爾頓·強（Elton John）合唱《把我抱緊一點》（Hold Me Closer），該曲在澳洲、匈牙利和以色列等地的排行榜得到冠軍，在美國公告牌百大單曲榜排名第六，在英國單曲榜排名第三。

## 所受影响
在布兰妮职业生涯中，曾多次与瑪丹娜和珍娜·傑克森在声音、舞蹈和舞台形象进行學習，布兰妮称这兩位歌手是她最大的影响者，“我知道我从小，就对某些人特别敬仰……就像，你知道的，珍妮·杰克逊和麦当娜。她们是主要影响我的人。你知道的，但我也明白如何保持自己的特色并且我知道我是谁。”在卡萝·柯勒克（Carol Clerk）的书《Madonnastyle》中引用了布兰妮的话说：“我从小就是麦当娜的超级粉丝。她是我真正敬仰的人。我真的真的很想成为像麦当娜一样的传奇。”
此外，布兰妮也曾表示麥可·傑克森、惠妮·休斯頓、瑪麗亞·凱莉、仙妮亞·唐恩、谢里尔·克罗、奧蒂斯·雷丁、布蘭蒂、雪兒、王子为自己的灵感来源。

## 影响力

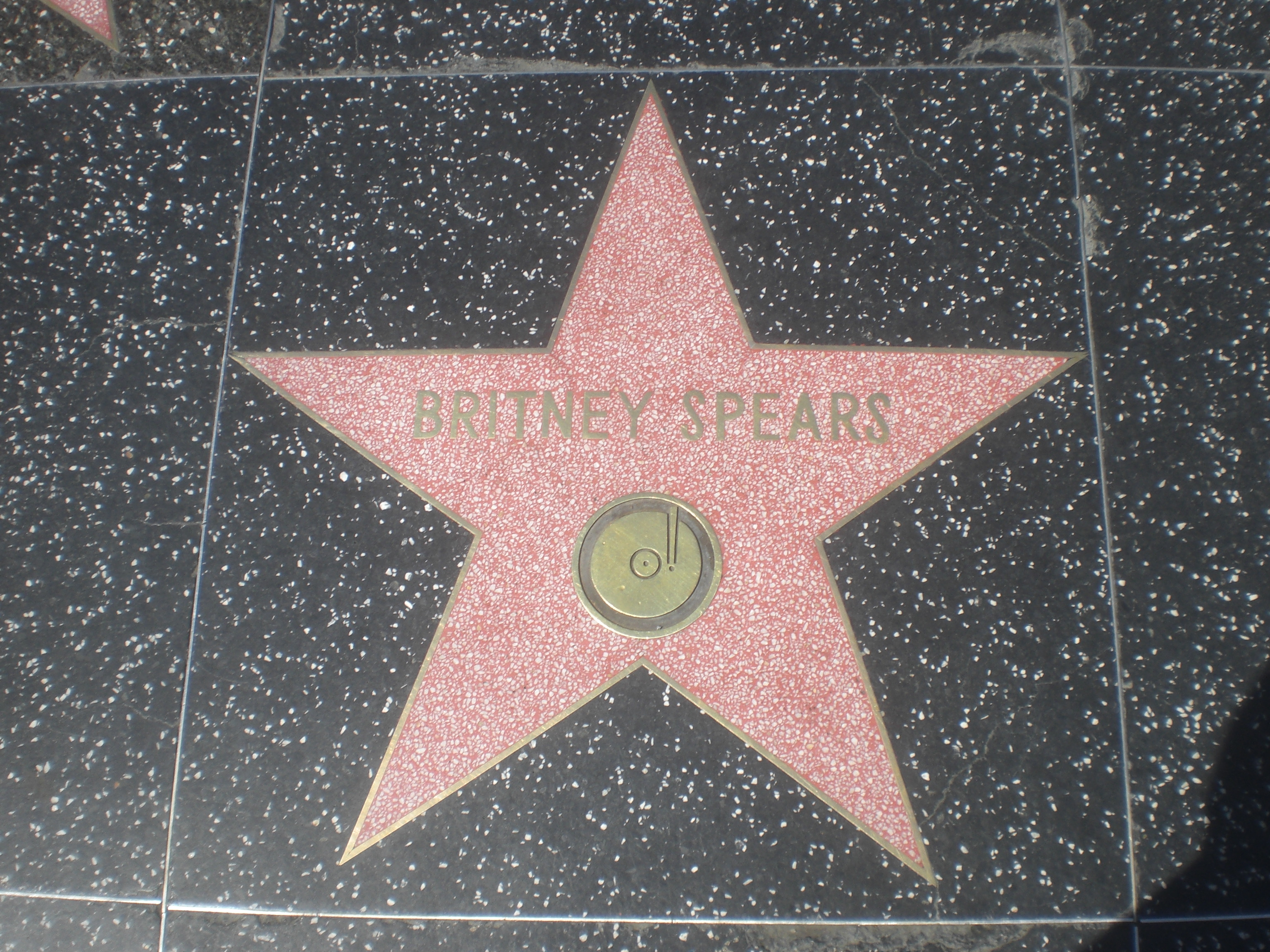
布兰妮留名好莱坞星光大道。

布蘭妮是许多当代艺人的音乐灵感来源。葛妮絲·派特洛在2010年电影《乡谣情缘》（Country Strong）中扮演的角色之灵感就由布兰妮当年的低谷期引发。电影导演Shana Fest称：“这就是电影的来源。我的意思是，我见证了媒体给布兰妮带来了什么。我觉得我们怎样对待那些给予我们很多的人是一个悲剧，我們喜歡看到他們被擊倒，重新建造他們，再次擊倒他們。”妮琪·米娜称布兰妮为自己职业生涯的主要影响并评论道：“她以无比高的激情回归舞台这一事实实在激励了我，并激励了全世界所有的人，尤其是年轻女性。她实在可以激励你。我的许多粉丝感觉自己像失败者并好像是从未接受自我的人或者是一些永远被嘲笑或被玩弄的人。正如所见，一旦你坚持着做你做的任何事情，人们也许不喜欢你，人们也许不爱你，但他们终有一天不得不尊重你。而尊重是那些重要的。”拉娜·德芮在MTV接受采访时称：“我真的对成千上万个女歌手没什么兴趣但布兰妮的演唱时的样子和外貌真的让我不得不爱”德芮亦称《中你的毒》的音乐录像带是她作品的主要灵感。麥莉·希拉称布兰妮是她最大的灵感来源，并在自己的热门歌曲《美國派對》（Party in the U.S.A.）中提到了布兰妮。布兰妮的低谷期亦是巴瑞·曼尼洛音乐专辑《15 Minutes》的灵感来源。

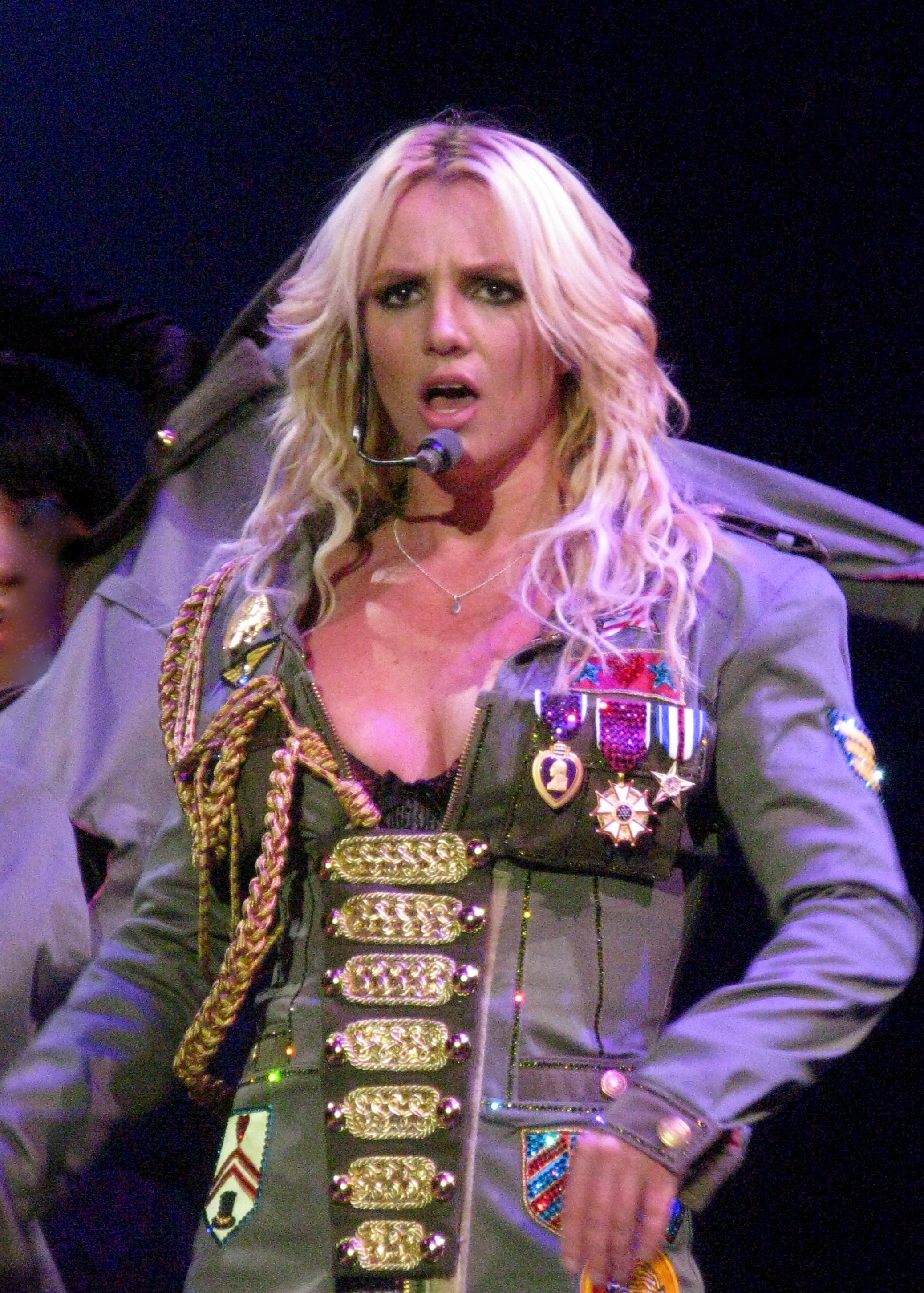
布兰妮于2009年3月表演。

布兰妮亦影响了一众新艺人，包括黛咪·洛瓦特、凱蒂·佩芮、Kristinia DeBarge、Little Boots、Marina and the Diamonds、皮克西·洛特、少女时代和The Saturdays。黑眼豆豆成员菲姬接受《荷里活報道》采访时称自己很高兴布兰妮能回归乐坛：“那太不可思议了。布兰妮出道这么多年，什么都未曾不经历过，很高兴看到她隆重回归乐坛。真的，这是极为美丽的事情。”西蒙·考威尔称自己被“（布兰妮）深深吸引了。事实是，布兰妮是人们最热衷讨论的话题，不仅仅是流行明星们，也算当今世界上所有人，这意味着你已经有了明星般的强大。[...]她依旧红，她依旧有大卖的唱片并且依旧争议不断，这就是我为什么这样说的原因。”。瑪琳娜鑽石称布兰妮是自己专辑《Electra Heart》的主要影响，并称：“我觉得人们以为我一直对此开玩笑很长时间了。但我青少年时期就对这个人们不愿接受的非常性感的甜心女孩真正地联系到了一起 [...] 布兰妮太漂亮了。她以这种方式启发了我的专辑《Electra Heart》。”戴曼迪斯亦称在流行文化方面主要影响是自己的人是布兰妮，并称自己希望长大成为布兰妮这样的人。
因在布兰妮的音乐下成长，黑瓷亦直接受到布兰妮对其音乐作品的影响。黑瓷称自己的音乐“糅合了布兰妮和瑪麗蓮·曼森的风格，布兰妮的作品是我首张专辑Mannequin Factory的主要灵感来源之一。”她亦称布兰妮启发了她对舞蹈编排的深爱。拜博·诺曼曾经写了一首关于布兰妮的歌曲，名为《布兰妮》（Britney），并把这首歌曲作为单曲发行。男子乐队Busted也写过一首以布兰妮命名的歌曲《布兰妮》（Britney），收录于他们的首张专辑。韩国歌手宝儿亦表达过自己对布兰妮的爱意以及布兰妮是如何影响她的。在2003年布兰妮宣传专辑《流行禁区》时，布兰妮就承诺为宝儿首张英文专辑《宝儿》（BoA）创作一首歌曲"Look Who's Talking"。歌曲的布兰妮演唱版本于2012年泄出。理查德·起斯称布兰妮为“一位卓越的艺人”、“多才多艺的艺术家”。《人物》和MTV报道称2008年10月1日，布朗克斯的约翰·菲利普·索萨中学以布兰妮命名学校的录音室来致敬布兰妮。布兰妮本人亦出席了学校的典礼并为学校的音乐事业捐出一万美元资金。2011年8月，布兰妮被Lady Gaga授予迈克尔·杰克逊音乐录像带先锋奖，以表彰布兰妮对的成就和对流行音乐和MTV文化做出的贡献。颁奖典礼中，Lady Gaga称布兰妮“教会我们如何无畏，音乐产业没有布兰妮将会是另一番风貌。”阿黛尔也多次提及自己是布兰妮的超级粉丝。事实上，阿黛尔曾经借生病为由取消自己的演出去观看布兰妮的表演。

## 其它

### 产品
2001年初，布蘭妮與百事可樂簽訂了一項價值數七千五百万英镑的宣傳合約，其中包括電視廣告，銷售點推廣和布蘭妮與公司的網站聯繫。布蘭妮從她在世界各地接到的那些價值數百萬美元的廣告以及代言中得到了超過3.7億美元的收入。她出版了四本書，其中包括《愛的禮物》，併發佈了9款的DVD ， 包括她於2005年自己推出的實鏡秀《混亂天堂》（英语：Britney & Kevin: Chaotic）。 其它布蘭妮的產品包括芭比娃娃和一款“布蘭妮：勁舞告白”（英语：Britney's Dance Beat）。她參加了7個巡迴演出，包括2004年的黑瑪瑙巡迴演唱會（英语：The Onyx Hotel Tour）。她從門票銷售中得到了超過3.5億美元的收入，從演唱會商品中得到了超過1.87億美元的收入，這是迄今為止歌手所取得的最高票房收入(包括男歌手和女歌手)。
2004年，布蘭妮授權伊麗莎白·雅頓推出了她的第一款香水“渴望”（英语：Curious），它於2004年推出之後五個星期就取得了1億美元的銷售收入。在2005年9月，布蘭妮與伊麗莎白·雅頓推出了香水“幻多奇”（英语：Fantasy），它也取得了巨大的成功。接下來，另外兩款香水“控制渴望”（英语：Curious In Control）和“午夜幻多奇”（英语：Midnight Fantasy）於2006年面世。她與伊丽莎白·雅顿推出的香水“信仰”（英语：Believe）於2007年9月上市。2008年1月，布蘭妮推出香水“心奇”（英语：Curious Heart）。
2008年在發行專輯《妮裳馬戲團》期間所貼身採訪的紀錄片《布蘭妮的私密檔案》在2009年4月7日在北美發行。
2009年1月，她推出了名叫“祕密奇境”（英语：Hidden Fantasy）的香水。隨著專輯及巡迴演唱會布蘭妮也推出了“妮裳幻多奇”（英语：Circus Fantasy）香水。
2009年，據富比士雜誌統計，布蘭妮與伊麗莎白·雅頓推出的香水系列自2004年上市以來共取得了總額10億美元的銷售收入。並估計布蘭妮很可能從總收入中得到了接近5000萬美元的分紅。
在2009年3月2日，布蘭妮成為了Candie's的新代言人，並且自己參與設計，直到2010年才正式結束代言工作。。在2010年，布蘭妮發表了香水“光采”（英语：Radiance），2011再度推出一款香水“宇宙光采”（英语：Cosmic Radiance）。
根據Zomba Group of Companies的資料，布蘭妮出道12年在世界範圍內保持著超過1億4千萬張的驚人唱片銷量，而Billboard統計1998-2008十年內,布蘭妮憑着4180萬銷售量拿下女藝人美國專輯銷量之中的冠軍，僅次於Eminem，而另外據Media Traffic的數據，布蘭妮2001 - 2011的總銷量以超過5250萬成為近10年裹銷量最高的女歌手第一名。她的唱片銷量為全球女歌手之中排行第六，超越眾多前輩，世界級巨星地位無庸置疑。
在RIAA的美國音樂歷史上最暢銷女歌手排名中，她以在美國3700萬的專輯銷量名列第8位。在音樂上取得的巨大成功，使布蘭妮開始在包括電影、電視等其他領域進行嘗試。其中最著名的是她在2002年主演的電影《布蘭妮要怎樣》，布蘭妮也作為客串明星參與了很多電影和電視節目。
在廣告方面，她同樣得到了廣告商極高的認可並得到大量的廣告合約，包括近年她自己的香水與服裝品牌系列。

## 音乐作品
- 《愛的初告白》（1999年）
- 《愛的再告白》（2000年）
- 《布蘭妮》（2001年）
- 《流行禁區》（2003年）
- 《暈炫風暴》（2007年）
- 《妮裳馬戲團》（2008年）
- 《蛇蠍美人》（2011年）
- 《勁舞布蘭妮》（2013年）
- 《榮耀強襲》（2016年）

## 影視作品

### 電影
- 《远射》（2000年）
- 《王牌大賤諜3》（2002年）
- 《穿越乡间路》（2002年）
- 《波利死后》（2003年）
- 《華氏911》（2004年）

### 紀錄片
- 《布蘭妮的私密檔案》（2008年）
- 《陷害布蘭妮》（2021年）
- 《父女之戰：解放布蘭妮》（2021年）

## 巡迴演出与驻唱表演

### 巡迴演出
- 愛的初告白巡迴演唱會 （1999年–2000年）
- 愛的再告白巡迴演唱會 （2000年–2001年）
- 夢中夢巡迴演唱會 （2001年–2002年）
- 黑瑪瑙巡迴演唱會 （2004年）
- M+M之巡迴演唱會 （2007年）
- 妮裳馬戲團巡迴演唱會 （2009年）
- 蛇蠍美人巡迴演唱會 （2011年）

### 驻唱表演
- 布兰妮：破碎的我 （2013年—2018年）

### 脚注
1. ↑  . Recording Industry Association of America. Mitch Bainwol（英语：Mitch Bainwol）. 2010  [2010-05-03]. （原始内容存档于2012-05-21）.
2. ↑   (新闻稿). Business Wire.   [2012-12-24]. （原始内容存档于2012-01-06）.
3. ↑  .   [2012-12-24]. （原始内容存档于2013-01-01）.
4. ↑  . People.   [2012-12-27]. （原始内容存档于2012-12-10）.
5. ↑  Thomas, Liz. . Daily Mail (UK). 2008-09-17  [2010-06-04]. （原始内容存档于2019-04-24）.
6. ↑  Spears & Craker 2008，第4頁
7. ↑  Spears & Craker 2008，第211頁
8. ↑  Soper, Matt. . Xulon Press. 2010-10-01 –Google Books.
9. ↑  Lofton, Kathryn. . University of Chicago Press. 2017-09-12 –Google Books.
10. ↑  Smit, Christopher R. . Intellect Books. 2017-12-29 –Google Books.
11. ↑  Spears & Craker 2008，第56頁
12. 1 2 3 4 5  Daly, Steven. . Rolling Stone. 1999-04-15. ISSN 0035-791X.
13. 1 2 3 4 5 6 7 8 9 10 11 12 13 14  Reporter, Staff. . Fox News Channel. 2008-07-31  [2010-06-06]. （原始内容存档于2007-01-11）.
14. ↑  Spears & Craker 2008，第75頁
15. ↑  Laufenberg 2005，第616頁
16. 1 2  Mundy, Chris. . Rolling Stone. 2000-05-25. ISSN 0035-791X.
17. ↑  Hughes 2005，第145頁
18. ↑  Taylor, Chuck. . Billboard. 1998-10-24, 110 (43)  [2011-03-11]. ISSN 0006-2510.
19. 1 2  Hughes 2005，第147頁
20. ↑  Blandford 2002，第28頁
21. ↑  . Rolling Stone. 2011  [2010-01-22]. （原始内容存档于2011-03-30）.
22. ↑  Blandford 2002，第30頁
23. ↑  Blandford 2002，第29頁
24. ↑  Bronson 2003，第377頁
25. ↑  . National Academy of Recording Arts and Sciences. RockOntheNet.com. 2010  [2010-06-05]. （原始内容存档于2007-12-20）.
26. ↑  . Everyhit.com. 2010  [2010-06-05]. （原始内容存档于2012-04-19）.
27. ↑  . Everyhit.com. 2010  [2010-06-05]. （原始内容存档于2018-09-28）.
28. 1 2 3  . The Official Charts Company. 2010  [2010-06-05]. （原始内容存档于2014-11-04）.
29. ↑  Petridis, Alexis. . The Guardian (London). 2008-11-27  [2014-01-28]. （原始内容存档于2013-07-22）.
30. ↑  Blandford 2002，第36頁
31. ↑  Stevenson, Jane. . Jam!（英语：Jam!）. Quebecor Inc.（英语：Quebecor Inc.）. 1999-07-10  [2010-01-01]. （原始内容存档于2013-10-13）.
32. ↑  Blandford 2002，第38頁
33. ↑  Skanse, Richard. . Rolling Stone. 2000-05-25. ISSN 0035-791X.
34. ↑  Staff, Michael. . BritneySpears.com Brandcasting Unlimited. 2010-05-20  [2010-06-05]. （原始内容存档于2010-06-06）.
35. ↑  . Ultratop. Hung Medien.   [2010-06-05]. （原始内容存档于2011-08-23）.
36. ↑  . National Academy of Recording Arts and Sciences. RockOntheNet.com. 2010  [2010-06-06]. （原始内容存档于2015-03-11）.
37. 1 2  Montgomery, James. . MTV. 2007-09-06  [2010-06-05]. （原始内容存档于2010-04-02）.
38. ↑  Moss, Corey. . MTV. 2001-10-25  [2010-06-05]. （原始内容存档于2010-10-06）.
39. ↑  . Live Nation. 2010  [2010-06-12]. （原始内容存档于2013-12-02）.
40. ↑  . Ultratop. Hung Medien.   [2010-06-05]. （原始内容存档于2011-08-29）.
41. ↑  . National Academy of Recording Arts and Sciences. RockOntheNet.com. 2010  [2010-06-06]. （原始内容存档于2013-07-09）.
42. ↑  . Entertainment Weekly. 2010  [2010-06-06]. （原始内容存档于2010-01-05）.
43. ↑  . Ultratop. Hung Medien.   [2010-06-06]. （原始内容存档于2013-03-19）.
44. ↑  McHugh, Catherine. . Live Design. Penton Media（英语：Penton Media）. 2002-07-01  [2010-06-06]. （原始内容存档于2013-10-14）.
45. ↑  Singlerland, Amy L. . Live Design. Penton Media. 2002-08-01  [2010-06-06]. （原始内容存档于2012-04-04）.
46. ↑  . Billboard. Nielsen Company. 2002  [2010-01-26]. （原始内容存档于2013-05-08）.
47. ↑  . Forbes. 2002  [2010-06-06]. （原始内容存档于2010-12-02）.
48. ↑  . Rotten Tomatoes. Flixster（英语：Flixster）. 2002  [2010-06-06]. （原始内容存档于2010-04-05）.
49. ↑  . View London. 2 View Group Ltd. 2002-04-02  [2010-06-06]. （原始内容存档于2011-06-17）.
50. 1 2 3  Hughes 2005，第152頁
51. ↑  Moss, Corey. . MTV. 2002-11-27  [2010-06-06]. （原始内容存档于2008-04-19）.
52. ↑  Moss, Corey. . MTV. 2002-11-05  [2010-06-06]. （原始内容存档于2004-12-09）.
53. ↑  Sanchez, Rowena Joy A. . Manila Bulletin. Manila Bulletin Publishing Corp. 2009-10-04  [2010-06-06]. （原始内容存档于2009-10-29）.
54. ↑  Sawyer, Diane. . ninemsn. PBL Media（英语：PBL Media） / Microsoft. 2003-11-23  [2010-06-06]. （原始内容存档于2012-03-06）.
55. ↑  Stern, Bradley. . MuuMuse.com. February 2010  [2010-06-06]. （原始内容存档于2010-02-11）.
56. ↑  Jacks, Brian. . MTV. 2009-03-19  [2010-06-06]. （原始内容存档于2010-08-13）.
57. ↑  . NPR.com. 2009-11-16  [2010-06-06]. （原始内容存档于2011-01-10）.
58. ↑  . Ultratop. Hung Medien.   [2010-06-06]. （原始内容存档于2018-12-21）.
59. ↑  . Live Nation. 2010  [2010-06-12]. （原始内容存档于2011-07-22）.
60. ↑  . NBC Universal / Microsoft. Associated Press. 2004-04-06  [2010-06-10]. （原始内容存档于2013-05-20）.
61. ↑  Vineyard, Jennifer. . MTV. 2004-03-02  [2009-12-24]. （原始内容存档于2013-02-27）.
62. ↑  Silverman, Stephen M. . People. 2004-06-16  [2009-12-27]. （原始内容存档于2009-06-02）.
63. 1 2  Walls, Jeannette. . NBC Universal / Microsoft. 2004-06-01  [2010-06-10]. （原始内容存档于2013-09-27）.
64. ↑  Heller 2007，第80頁[查无此文]
65. ↑  Vineyard, Jennifer. . MTV. 2004-10-16  [2010-06-10]. （原始内容存档于2008-12-05）.
66. ↑  Vineyard, Jennifer. . MTV. 2004-08-13  [2010-10-06]. （原始内容存档于2008-01-16）.
67. ↑  . Ultratop. Hung Medien. 2004  [2010-10-06]. （原始内容存档于2012-10-15）.
68. ↑  . The Official Charts Company. aCharts. 2005-03-07  [2010-10-06]. （原始内容存档于2011-09-24）.
69. ↑  . UltratopHung Medien. 2005  [2010-10-06]. （原始内容存档于2011-08-25）.
70. ↑  . Britney.com. Sony Music Entertainment. 2010  [2010-06-05]. （原始内容存档于2010-12-24）.
71. ↑  . People. 2005-09-21  [2010-10-06]. （原始内容存档于2011-01-09）.
72. ↑  Vineyard, Jennifer. . MTV. 2010-10-06  [2005-11-08]. （原始内容存档于2010-02-10）.
73. ↑  Daniel, Mike. . Denton Record-Chronicle（英语：Denton Record-Chronicle）. A. H. Belo（英语：A. H. Belo）. 2007-11-06  [2011-09-10]. （原始内容存档于2007-06-09）.
74. ↑  Thomas, Karen. . USA Today. 2010-10-06  [2006-03-29]. （原始内容存档于2012-10-10）.
75. ↑  . People. 2006-10-24  [2010-10-06]. （原始内容存档于2011-08-28）.
76. ↑  . People. 2006-11-07  [2010-10-06]. （原始内容存档于2010-07-29）.
77. ↑  Hall, Sarah. . E!. 2007-07-30  [2010-10-06]. （原始内容存档于2012-10-26）.
78. ↑  . People. 2008-01-05  [2010-10-06]. （原始内容存档于2011-01-09）.
79. ↑  Marikar, Sheila. . ABC News. 2007-02-19  [2010-10-06]. （原始内容存档于2007-02-20）.
80. ↑  Van Horn, Teri. . MTV. 2007-05-02  [2010-06-10]. （原始内容存档于2013-02-27）.
81. ↑  . CNN. 2007-10-02  [2010-06-11]. （原始内容存档于2010-09-01）.
82. ↑  Hollyscope Team, "Louis Vuitton Sues Britney Spears", hollyscoop.com, November 19, 2007
83. ↑  . PR Newswire. 2007-11-08  [2010-06-11]. （原始内容存档于2012-06-20）.
84. ↑  Petridis, Alexis. . The Guardian (UK). 2008-11-28  [2010-06-11]. （原始内容存档于2013-07-22）.
85. ↑  Robinson, Peter. . The Observer (UK). 2007-11-11  [2010-06-11]. （原始内容存档于2009-10-05）.
86. ↑  Lyons, Bev; Sutherland, Laura. . Daily Record. Scotland. 2008-11-07  [2010-06-11]. （原始内容存档于2012-10-14）.
87. ↑  Asthana, Anushka. . The Times (UK). 2009-11-21  [2010-06-11]. （原始内容存档于2011-06-15）.
88. ↑  Willis, David. . BBC. 2007-09-10  [2010-02-24]. （原始内容存档于2013-06-24）.
89. ↑  Bargnes, Kevin. . Chicago Spectrum. 2014-03-10  [2014-03-10]. （原始内容存档于2014-03-10）.
90. ↑  Narkunski, Michael. . Out. 2013-03-08  [2014-03-10]. （原始内容存档于2014-03-11）.
91. ↑  Michelson, Noah. . The Huffington Post. 2012-01-10  [2014-03-10]. （原始内容存档于2014-03-13）.
92. ↑  . Billboard. acharts.us. 2007-10-13  [2010-02-23]. （原始内容存档于2011-08-14）.
93. 1 2  . Ultratop. Hung Medien. 2007  [2010-02-23]. （原始内容存档于2012-06-05）.
94. ↑  . acharts.us. 2008-03-01  [2010-02-06]. （原始内容存档于2011-12-01）.
95. ↑  . The Official Charts Company. acharts.us. 2007-12-23  [2010-02-10]. （原始内容存档于2008-12-01）.
96. ↑  . Ultratop 50. Hung Medien. 2008  [2010-02-10]. （原始内容存档于2008-12-26）.
97. ↑  . People. 2008-01-03  [2010-02-12]. （原始内容存档于2009-06-02）.
98. ↑  McKay, Holly. . Fox News. 2008-10-28  [2014-07-16]. （原始内容存档于2014-08-08）.
99. ↑  Blankstein, Andrew; Winton, Richard. . Los Angeles Times. 2008-02-07  [2010-06-12]. （原始内容存档于2010-06-05）.
100. ↑  Hinckley, D. . Daily News (New York). 2008-03-25  [2010-06-12]. （原始内容存档于2012-10-21）.
101. ↑  Hibberd, James. . The Hollywood Reporter (e5 Global Media). 2008-03-25  [2010-06-12]. （原始内容存档于2008-06-06）.
102. ↑  Lee, Ken. . People. 2008-07-18  [2010-02-12]. （原始内容存档于2009-09-24）.
103. ↑  . MTV. 2008  [2010-06-12]. （原始内容存档于2009-12-14）.
104. ↑  Vena, Jocelyn. . MTV. 2008-10-09  [2011-01-01]. （原始内容存档于2012-10-24）.
105. ↑  . MTV. 2008-12-02  [2011-01-02]. （原始内容存档于2010-01-03）.
106. ↑  . Metacritic.   [2010-06-12]. （原始内容存档于2012-08-30）.
107. 1 2  Hasty, Katie. . Billboard. 2008-12-10  [2010-06-12]. （原始内容存档于2013-05-08）.
108. ↑  . Britney.com. 2009-09-27  [2010-06-12]. （原始内容存档于2010-12-24）.
109. ↑  Reporter, Staff. . Forbes. 2009-03-06  [2010-06-12]. （原始内容存档于2010-02-24）.
110. ↑  . HMV Store Japan. 2010-06-01  [2010-06-01]. （原始内容存档于2012-02-19）.
111. ↑  Reporter, Billboard. . Billboard (Nielsen Company). 2008-10-15  [2010-06-12]. （原始内容存档于2012-11-10）.
112. ↑  . Ultratop. Hung Medien. 2008  [2010-06-12]. （原始内容存档于2008-12-20）.
113. ↑  . Los Angeles Times. 2009-12-02  [2009-12-03]. （原始内容存档于2010-06-18）.
114. ↑  Mitovich, Matt. . TV Guide. OpenGate Capital. 2009-01-31  [2010-06-12]. （原始内容存档于2010-10-01）.
115. ↑   (PDF). Pollstar. 2010  [2010-02-08]. （原始内容 (PDF)存档于2010-02-15）.
116. ↑  Pietroluongo, Silvio. . Billboard (Nielsen Company). 2009-10-14  [2010-01-04]. （原始内容存档于2017-08-16）.
117. ↑  Jordan, Julie. . People. 2010-05-11  [2010-06-12]. （原始内容存档于2010-05-15）.
118. ↑  Vena, Jocelyn. . MTV. MTV Networks. 2010-06-30  [2012-04-05]. （原始内容存档于2012-06-23）.
119. ↑  Porter, Rick. . Zap2it（英语：Zap2it）. Tribune Media Services（英语：Tribune Media Services）. 2010-09-29  [2010-09-29]. （原始内容存档于2012-08-28）.
120. ↑  Gorman, Bill. . TV by the Numbers. 2010-09-29  [2010-09-29]. （原始内容存档于2013-02-03）.
121. ↑  . Jive Records. 2011-08-02  [2011-03-06]. （原始内容存档于2012-05-16）.
122. ↑  . Billboard. 2009-09-14  [2011-04-24]. （原始内容存档于2011-05-26）.
123. ↑  . Billboard. 2011-06-06  [2011-06-09]. （原始内容存档于2015-12-14）.
124. ↑  . Recording Industry Association of America （英语）.
125. ↑  . Billboard. 2011-01-10  [2013-05-25]. （原始内容存档于2013-05-08）.
126. ↑  . Billboard. 2009-09-14  [2011-08-20]. （原始内容存档于2013-02-09）.
127. ↑  https://www.billboard.com/artist/glynn-kerslake/chart-history/
128. ↑  Copsey, Robert. . Digital Spy. Hachette Filipacchi (UK) Ltd. 2011-10-31  [2011-09-23]. （原始内容存档于2011-09-24）.
129. ↑  Montgomery, James. . MTV. MTV Networks. 2011-09-26  [2011-10-31]. （原始内容存档于2011-10-31）.
130. ↑  Vena, Jocelyn. . MTV. 2011-04-11  [2011-04-24]. （原始内容存档于2011-04-14）.
131. ↑  Trust, Gary. . Billboard. 2011-04-20  [2011-09-26]. （原始内容存档于2011-04-16）.
132. ↑  . Billboard.   [2011-12-19]. （原始内容存档于2013-05-08）.
133. ↑  . Billboard.   [2011-12-19]. （原始内容存档于2013-05-08）.
134. ↑  . Billboard.   [2011-12-19]. （原始内容存档于2013-05-08）.
135. ↑  Live Nation.  (新闻稿). PR Newswire. 2011-04-12  [2011-04-12]. （原始内容存档于2011-04-15）.
136. ↑   (PDF). Pollstar. 2011-06-30  [2011-07-09]. （原始内容 (PDF)存档于2011-08-15）.
137. ↑  . MTVdate=2011-12-12.   [2011-12-19]. （原始内容存档于2012-01-07）.
138. ↑  . Amazon.com. 2011-10-25  [2011-10-25]. （原始内容存档于2021-09-07）.
139. ↑  Mitchell, John. . MTV. MTV Networks. 2011-08-28  [2011-08-28]. （原始内容存档于2011-08-30）.
140. ↑  Bain, Becky. . Idolator（英语：Idolator (website)）. Buzz Media（英语：Buzz Media）. 2011-09-09  [2011-09-09]. （原始内容存档于2023-10-26）.
141. ↑  Vena, Jocelyn. . MTV News. 2011-12-19  [2011-12-19]. （原始内容存档于2012-01-07）.
142. 1 2  Eggenberger, Nicole. . Us Weekly. 2012-04-25  [2013-01-12]. （原始内容存档于2012-10-15）.
143. ↑  Laudadio, Marisa. . People. 2013-01-11  [2013-01-12]. （原始内容存档于2013-01-12）.
144. ↑  . TMZ. 2013-01-11  [2013-01-12]. （原始内容存档于2013-01-12）.
145. ↑  Bromley, Melanie. . E!. 2012-04-12  [2012-04-12]. （原始内容存档于2012-07-12）.
146. ↑  . ABC News. 2013-01-11  [2013-05-25]. （原始内容存档于2013-03-09）.
147. ↑  Larkin, Mike. . Dailymail.co.uk. 2013-05-21  [2014-04-03]. （原始内容存档于2014-03-21）.
148. ↑  Kitchener, Shaun. . Entertainment Wise. 2012-01-30  [2011-09-11]. （原始内容存档于2012-02-04）.
149. ↑  . ABC News. 2012-12-12  [2013-01-04]. （原始内容存档于2013-03-09）.
150. ↑  . Digital Spy. 2012-12-12  [2013-01-04]. （原始内容存档于2013-01-16）.
151. ↑  Lipshutz, Jason. . Billboard. 2013-05-01  [2013-05-04]. （原始内容存档于2013-05-04）.
152. ↑  Williott, Carl. . Idolator. Buzz Media. 2013-09-17  [2013-09-17]. （原始内容存档于2023-10-26）.
153. ↑  . Billboard. 2013-05-08  [2013-05-08]. （原始内容存档于2013-06-06）.
154. ↑  Joannou, Andy. . Digital Spy. 2013-10-15  [2013-10-15]. （原始内容存档于2015-07-01）.
155. ↑  . The Huffington Post. 2013-09-17  [2013-10-04]. （原始内容存档于2013-09-23）.
156. ↑  Christman, Ed. . Billboard. 2011-08-23  [2011-10-19]. （原始内容存档于2015-10-19）.
157. ↑  . MuuMuse.   [2013-11-30]. （原始内容存档于2013-12-03）.
158. ↑  Jake Pearlman. . Entertainment Weekly. Time Inc. 2013-11-25  [2013-11-30]. （原始内容存档于2013-11-30）.
159. ↑  Gil Kaufman. . MTV News. Viacom. 2013-12-11  [2013-12-11]. （原始内容存档于2013-12-11）.
160. ↑  . The Honesty Hour. 2013-12-08  [2013-12-08]. （原始内容存档于2013-12-14）.
161. ↑  . Billboard. 2013-09-15  [2013-11-20]. （原始内容存档于2013-10-24）.
162. ↑  Grein, Paul. . Music.yahoo.com. 2013-09-25  [2013-09-27]. （原始内容存档于2013-09-26）.
163. ↑  Lansky, Sam. . Idolator.com. 2013-10-25  [2013-11-20]. （原始内容存档于2023-02-23）.
164. ↑  Busis, Hillary. . Entertainment Weekly. 2013-11-03  [2013-11-20]. （原始内容存档于2013-11-06）.
165. ↑  . Billboard.   [2013-12-16]. （原始内容存档于2014-09-07）.
166. ↑  . Billboard. 2013-04-17  [2013-04-17]. （原始内容存档于2013-04-19）.
167. ↑  . Billboard. 2013-09-10  [2013-09-15]. （原始内容存档于2013-09-13）.
168. ↑  . PeoplesChoice.com.   [2014-04-03]. （原始内容存档于2016-01-18）.
169. ↑  . Billboard.   [2014-07-17]. （原始内容存档于2015-09-06）.
170. ↑  Barker, Andrew. . Variety. Variety.   [2014-08-29]. （原始内容存档于2014-08-30）.
171. ↑  .   [2015-09-10]. （原始内容存档于2015-03-30）.
172. ↑  Rigby, Sam. . Digital Spy. Hearst Corporation. 2014-09-25  [2014-10-02]. （原始内容存档于2014-09-27）.
173. ↑  Corner, Lewis. . Digital Spy. United Kingdom: Hearst Corporation. 2015-03-25  [2015-03-25]. （原始内容存档于2015-04-05）.
174. ↑  O'Donnell, Kevin. . Entertainment Weekly. 2015-05-17  [2015-05-18]. （原始内容存档于2015-05-20）.
175. ↑  . Vulture.   [2015-06-16]. （原始内容存档于2015-06-15）.
176. ↑  .   [2015-10-16]. （原始内容存档于2015-10-16）.
177. ↑  .   [2015-08-17]. （原始内容存档于2015-08-18）.
178. ↑  .   [2015-11-04]. （原始内容存档于2015-11-06）.
179. ↑  VanArendonk, Kathryn. . 2015-11-10  [2017-03-12]. （原始内容存档于2019-06-25）.
180. ↑  . Billboard.   [2015-11-04]. （原始内容存档于2016-05-26）.
181. ↑  . E! Online.   [2016-05-16]. （原始内容存档于2016-06-29） （美国英语）.
182. ↑  .   [2017-11-04]. （原始内容存档于2016-10-30） （美国英语）.
183. ↑  . USA TODAY.   [2016-05-18]. （原始内容存档于2016-05-13）.
184. ↑  . 2016-07-14  [2018-04-17]. （原始内容存档于2016-07-16）.
185. ↑  CNN, Frank Pallotta,. .   [2018-04-17]. （原始内容存档于2018-07-23）.
186. ↑  Marcus, Stephanie. . 2016-08-16  [2018-04-17]. （原始内容存档于2017-05-15） –Huff Post.
187. ↑  .   [2018-04-17]. （原始内容存档于2018-04-05）.
188. ↑  . Billboard.   [2017-01-24]. （原始内容存档于2017-01-20）.
189. ↑  REVIEW-JOURNAL, ROBIN LEACH NICHE DIVISION OF LAS VEGAS. . Las Vegas Review-Journal. 2017-03-28  [2017-03-29]. （原始内容存档于2017-03-29） （美国英语）.
190. ↑  . Japan Today. 2017-04-02  [2017-04-30]. （原始内容存档于2017-10-14）.
191. ↑  News, ABS-CBN. . ABS-CBN News.   [2017-04-06]. （原始内容存档于2017-04-06） （美国英语）.
192. ↑  CNN, Delaney Strunk. . CNN.   [2017-04-06]. （原始内容存档于2017-04-06）.
193. 1 2  .   [2018-04-17]. （原始内容存档于2018-06-12）.
194. ↑  .   [2018-04-17]. （原始内容存档于2018-04-22）.
195. ↑  . Time Out United States.   [2018-02-14]. （原始内容存档于2020-02-17） （英语）.
196. ↑  Flook, Harriet. . mirror. 2018-02-13  [2018-02-14]. （原始内容存档于2018-02-13）.
197. ↑  . www.harpersbazaar.com.au.   [2018-03-21]. （原始内容存档于2018-03-21）.
198. ↑  . CelebMix. 2018-01-08  [2019-03-30]. （原始内容存档于2019-03-30） （英国英语）.
199. ↑  . Time Out United States.   [2019-03-30]. （原始内容存档于2020-02-17） （英语）.
200. ↑  Flook, Harriet. . mirror. 2018-02-13  [2019-03-30]. （原始内容存档于2018-02-09）.
201. ↑  Reilly, Nick. . NME. 2018-02-09  [2019-03-30]. （原始内容存档于2019-03-30） （美国英语）.
202. ↑   (PDF). Pollstar. （原始内容存档 (PDF)于2019-01-02）.
203. ↑   (PDF). Pollstar. （原始内容存档 (PDF)于2019-07-11）.
204. ↑  Anastasiou, Zoe. . Harper's BAZAAR.   [2019-03-30]. （原始内容存档于2019-03-30） （英语）.
205. ↑  . LVMH.   [2019-03-30]. （原始内容存档于2019-03-30） （英语）.
206. ↑  . Billboard.   [2019-03-30]. （原始内容存档于2019-03-30）.
207. ↑  Lieber, Chavie. . Racked. 2018-04-27  [2019-03-30]. （原始内容存档于2019-03-30）.
208. ↑  Rosenstein, Jenna. . Harper's BAZAAR. 2018-07-17  [2019-03-30]. （原始内容存档于2018-11-09） （美国英语）.
209. ↑  . ESPN.com. 2018-04-26  [2019-03-30]. （原始内容存档于2019-03-30） （英语）.
210. ↑  Union, Wonderful. . Britney Spears.   [2019-03-30]. （原始内容存档于2019-03-30） （英语）.
211. ↑  Chung, Gabrielle. . People. 2020-08-20  [2020-09-04]. （原始内容存档于2020-08-22）.
212. 1 2  . Variety. 2019-04-22  [2019-04-23]. （原始内容存档于2019-04-23）.
213. ↑  Gutowitz, Jill. . Vulture. 2019-04-24  [2020-05-02]. （原始内容存档于2020-04-25）.
214. ↑  Martinelli, Marissa. . Slate. 2019-04-24  [2020-09-05]. （原始内容存档于2020-08-14）.
215. ↑  Jacobs, Julia. . The New York Times. 2019-05-17  [2019-05-18]. （原始内容存档于2019-05-17）.
216. ↑  Milton, Josh. . PinkNews（英语：PinkNews）. 2020-09-01  [2020-09-04]. （原始内容存档于2020-09-03）.
217. ↑  White, Adam. . The Independent. 2020-08-25  [2020-09-04]. （原始内容存档于2020-10-10）.
218. ↑  Willman, Chris. . Variety. 2019-05-06  [2020-09-04]. （原始内容存档于2021-03-29）.
219. ↑  Kirkpatrick, Emily. . Vanity Fair. 2020-08-24  [2020-09-04]. （原始内容存档于2020-10-01）.
220. ↑  . BBC News. 2019-04-24  [2019-04-25]. （原始内容存档于2019-04-25）.
221. ↑  Gonzalez, Sandra. . CNN. 2019-04-26  [2020-09-04]. （原始内容存档于2020-09-10）.
222. ↑  . USA Today. 2019-05-10  [2020-09-04]. （原始内容存档于2020-07-28）.
223. ↑  Dasrath, Diana. . NBC News. 2019-09-05  [2020-09-04]. （原始内容存档于2020-10-30）.
224. ↑  D'Zurilla, Christie. . Los Angeles Times. 2019-09-10  [2020-09-04]. （原始内容存档于2020-09-04）.
225. ↑  . Associated Press. 2019-09-19  [2020-09-04]. （原始内容存档于2021-01-27）.
226. ↑  Shapiro, Dan. . Roadtrippers. 2020-03-31  [2021-06-24]. （原始内容存档于2021-07-05）.
227. ↑  Lambert, Molly. . Los Angeles Times. 2020-02-02  [2020-09-04]. （原始内容存档于2021-06-10）.
228. ↑  Murphy, Chris. . Vulture. 2020-05-29  [2020-09-04]. （原始内容存档于2021-03-05）.
229. ↑  Kaufman, Amy. . Los Angeles Times. 2020-08-01  [2020-09-04]. （原始内容存档于2020-09-03）.
230. ↑  Coscarelli, Joe. . The New York Times. 2020-08-18  [2020-08-24]. （原始内容存档于2020-08-23）.
231. ↑  Coscarelli, Joe. . The New York Times. 2020-08-21  [2020-09-04]. （原始内容存档于2020-09-04）.
232. ↑  Dalton, Andrew. . Associated Press. 2020-11-10  [2020-11-11]. （原始内容存档于2020-11-11）.
233. ↑  Blistein, Jon. . Rolling Stone. 2020-12-11  [2021-02-11]. （原始内容存档于2021-02-18）.
234. ↑  Grisafi, Patricia. . NBC News. 2021-02-05  [2021-02-06]. （原始内容存档于2021-02-06）.
235. ↑  . BBC News. 2021-03-31  [2021-03-31]. （原始内容存档于2021-03-31）.
236. ↑  Snapes, Laura. . The Guardian. 2021-03-25  [2021-03-25]. （原始内容存档于2021-03-25）.
237. ↑  Melas, Chloe. . CNN. 2021-03-25  [2021-03-25]. （原始内容存档于2021-03-25）.
238. ↑  Day, Liz; Stark, Samantha; Coscarelli, Joe. . The New York Times. 2021-06-22  [2021-06-23]. ISSN 0362-4331. （原始内容存档于2021-06-23） （美国英语）.
239. ↑  Serjeant, Jill. . Reuters. 2021-04-27  [2021-04-28]. （原始内容存档于2021-04-27）.
240. ↑  Melas, Chloe; Rocha, Veronica; Wagner, Meg; Alfonso III, Fernando; Hayes, Mike. . CNN. 2021-06-23  [2021-06-23]. （原始内容存档于2021-06-24） （英语）.
241. ↑  Baer, Stephanie K. . BuzzFeed News. 2021-06-23  [2021-06-23]. （原始内容存档于2021-06-24） （英语）.
242. ↑  Cullins, Ashley. . The Hollywood Reporter. 2021-06-23  [2021-06-23]. （原始内容存档于2021-07-09）.
243. ↑  @cher.  (推文). 2021-06-25  [2021-06-26]. （原始内容存档于2021-07-15） –Twitter （英语）.
244. ↑  . Prime News. Virtual Press Sp. z o.o. 2021-06-29  [2021-06-29]. （原始内容存档于2021-06-29）.
245. ↑  @MariahCarey.  (推文). 2021-06-23  [2021-06-24]. （原始内容存档于2021-06-24） –Twitter.
246. ↑  @4everBrandy.  (推文). 2021-06-23  [2021-06-24]. （原始内容存档于2021-06-24） –Twitter.
247. ↑  @halsey.  (推文). 2021-06-23  [2021-06-24] –Twitter.
248. ↑  @Tinashe.  (推文). 2021-06-23  [2021-06-24] –Twitter.
249. ↑  @PhizLair.  (推文). 2021-06-23  [2021-06-24] –Twitter.
250. ↑  @rosemcgowan.  (推文). 2021-06-23  [2021-06-24] –Twitter.
251. ↑  @jtimberlake.  (推文). 2021-06-23  [2021-06-24] –Twitter.
252. ↑  @kathygriffin.  (推文). 2021-06-23  [2021-06-24] –Twitter.
253. ↑  @khloekardashian.  (推文). 2021-06-24  [2021-06-24]. （原始内容存档于2021-07-16） –Twitter （英语）.
254. ↑  @elonmusk.  (推文). 2021-07-05  [2021-07-06]. （原始内容存档于2021-07-18） –Twitter （英语）.
255. ↑  @IGGYAZALEA.  (推文). 2021-06-26  [2021-06-26]. （原始内容存档于2021-07-17） –Twitter （英语）.
256. ↑  @IGGYAZALEA.  (推文). 2021-06-26  [2021-06-26]. （原始内容存档于2021-07-17） –Twitter （英语）.
257. ↑  .   [2021-07-12]. （原始内容存档于2021-07-10）.
258. ↑  .   [2021-07-12]. （原始内容存档于2021-06-24）.
259. ↑  . New York Times. 2021-07-01  [2021-07-12]. （原始内容存档于2021-07-17）.
260. ↑  . New York Times. 2021-07-01  [2021-07-12]. （原始内容存档于2021-07-16）.
261. ↑  . BBC News. 2021-07-06  [2021-07-12]. （原始内容存档于2021-07-11）.
262. ↑  . TMZ. 2021-07-06  [2021-07-12]. （原始内容存档于2021-07-18）.
263. ↑  .   [2021-09-08]. （原始内容存档于2021-09-08）.
264. ↑  Richwine, Lisa. . Reuters. 2021-09-30  [2021-10-01]. （原始内容存档于2022-01-15）.
265. ↑  . BBC News.   [2021-11-13]. （原始内容存档于2021-11-13）.
266. ↑  Masley, Ed. . Pittsburgh Post-Gazette. 2001-11-02: W.22. ISSN 1068-624X.
267. ↑  Clerk, Carol. . Omnibus Press. 2002: 56. ISBN 978-0-7119-8874-3.
268. ↑  Harrison, Shane. . The Atlanta Journal-Constitution. 2001-11-06: C.1.
269. ↑  .   [2013-05-25]. （原始内容存档于2021-11-23） –YouTube.
270. ↑  . Vegas Player. 2013-11-12  [2013-11-12]. （原始内容存档于2013-11-12）.
271. ↑  .   [2015-01-02]. （原始内容存档于2021-11-23） –YouTube.
272. ↑  Ziegbe, Mawuse. . MTV. MTV Networks. 2010-12-16  [2012-03-06]. （原始内容存档于2012-02-05）.
273. ↑  Michelson, Noah. . Out. Joe Landry. 2011-09-05  [2012-03-06]. （原始内容存档于2012-03-09）.
274. ↑  Kaufman, Gil. . MTV. MTV Networks. 2012-02-02  [2012-02-24]. （原始内容存档于2012-02-09）.
275. ↑  Anitai, Tamar. . MTV. MTV Networks. 2012-01-11  [2012-02-24]. （原始内容存档于2012-03-14）.
276. ↑  Vena, Jocelyn. . MTV. MTV Networks. 2009-08-11  [2010-08-14]. （原始内容存档于2010-01-11）.
277. ↑  . About.com. Rovi Corporation（英语：Rovi Corporation）. 2010-06-19  [2010-08-14]. （原始内容存档于2011-06-05）.
278. ↑  Lacher, Irene. . Los Angeles Times. 2011-06-05  [2011-08-20]. （原始内容存档于2012-11-08）.
279. 1 2  Boyce, Shannon. . Young Hollywood（英语：Young Hollywood）. 2011-09-01  [2012-01-07]. （原始内容存档于2012-10-20）.
280. ↑  . Rhapsody.com.   [2010-08-14]. （原始内容存档于2010-08-12）.
281. ↑  . Rolling Stone.   [2010-08-14]. （原始内容存档于2012-12-18）.
282. ↑  Crowley, Gary. . BBC Music（英语：BBC Music）. 2009-06-09  [2012-03-12]. （原始内容存档于2012-04-28）.
283. ↑  Lott, Pixie. . The Guardian (UK). 2009-08-27  [2010-08-14]. （原始内容存档于2012-05-14）.
284. ↑  King, Mollie. . The Saturdays official website (London). May 2010  [2014-10-17]. （原始内容存档于2011-06-04）.
285. ↑  Halperin, Shirley. . The Hollywood Reporter. Lynne Segall. 2011-05-22  [2012-03-06]. （原始内容存档于2011-11-26）.
286. ↑  Blickley, Leigh. . OK!. Northern & Shell（英语：Northern & Shell）. 2012-02-28  [2012-03-01]. （原始内容存档于2012-03-06）.
287. ↑  . soompi.com. 2012-07-03  [2012-09-25]. （原始内容存档于2012-09-05）.
288. ↑  Michelson, Noah. . The Huffington Post. 2012-08-21  [2012-08-22]. （原始内容存档于2012-08-24）.
289. ↑  Stern, Bradley. . muumuse.com. 2012-04-27  [2012-10-02]. （原始内容存档于2012-06-08）.
290. ↑  Kennedy, Gerrick. . Pop & Hiss: The L.A. Times music blog.   [2011-09-16]. （原始内容存档于2011-08-29）.
291. ↑  （日語） . Avex Marketing Inc.  [2008-08-30]. （原始内容存档于2013-07-14）.
292. ↑  . Ccmmagazine.com.   [2010-08-14]. （原始内容存档于2011-07-01）.
293. ↑  . MTV. 2008-10-02  [2010-08-14]. （原始内容存档于2011-08-18）.
294. ↑  Bartolomeo, Joey. . People. 2008-10-01  [2010-08-14]. （原始内容存档于2010-04-20）.
295. ↑  . MTV. MTV Networks. 2011-08-28  [2012-03-06]. （原始内容存档于2011-08-30）.
296. ↑  Mitchell, John. . MTV. 2011-08-28  [2011-08-30]. （原始内容存档于2011-08-30）.
297. ↑  Howard, Becky. . VH1. 2009-06-05  [2013-06-28]. （原始内容存档于2013-10-10）.
298. ↑  Jaan Uhelszki. . Rollingstone.com. 2001-02-08  [2007-02-08]. （原始内容存档于2009-04-30）.
299. ↑  Lea Goldman, Kiri Blakeley. . forbes.com. 2007-01-20  [2007-09-30]. （原始内容存档于2010-02-05）.
300. ↑  AP. . music.yahoo.com. 2004-04-27  [2007-09-05]. （原始内容存档于2007-04-15）.
301. ↑  . PR Newswire. 2004-04-26  [2007-09-05]. （原始内容存档于2007-09-29）.
302. ↑  . beautyfeast.com. 2007  [2007-10-02]. （原始内容存档于2007-10-17）.
303. ↑  Britney Spears Perfumes And Colognes
304. ↑  .   [2009-04-05]. （原始内容存档于2009-01-21）.
305. ↑  .   [2009-04-05]. （原始内容存档于2009-02-04）.
306. ↑  .   [2009-04-05]. （原始内容存档于2009-03-04）.
307. ↑  .   [2010-07-11]. （原始内容存档于2009-03-23）.
308. ↑  Zomba Records Editors. . zombalabelgroup.com. 2007  [2007-10-05]. （原始内容存档于2008-08-20）.
309. ↑  . imdb.com.   [2007-08-26]. （原始内容存档于2007-09-14）.